# Dekanat Schweinfurt-Süd
Das Dekanat Schweinfurt-Süd war eines von 20 Dekanaten im römisch-katholischen Bistum Würzburg. Es wurde 2021 im Rahmen des Prozesses "Gemeinsam Kirche sein – Pastoral der Zukunft" in das neu geschaffene Dekanat Schweinfurt eingegliedert, das jetzt Stadt und Landkreis Schweinfurt umfasst.
Das Dekanat Schweinfurt-Süd umfasste den südlichen Teil des Landkreises Schweinfurt. Es grenzte im Osten an das Dekanat Haßberge, im Südosten an das Erzbistum Bamberg, im Süden an das Dekanat Kitzingen, im Westen an das Dekanat Würzburg rechts des Mains im Nordwesten an das Dekanat Karlstadt, im Norden an das Dekanat Schweinfurt-Nord und Dekanat Schweinfurt-Stadt.
Vierunddreißig Pfarrgemeinden und 7 Kuratien hatten sich 2010 zu zehn Pfarreiengemeinschaften zusammengeschlossen.
Dekan war Werner Kirchner, koordinierender Pfarrer der Pfarreiengemeinschaft Zu den Frankenaposteln im Maintal, Bergrheinfeld. Sein Stellvertreter war Christian Ammersbach, Dekanatsjugendseelsorger für Schweinfurt-Süd sowie Regionaljugendseelsorger für Stadt und Landkreis Schweinfurt, Religionslehrer am Alexander-von-Humboldt-Gymnasium Schweinfurt.
Sortiert nach Pfarreiengemeinschaften (fett) werden die damals zugehörigen Pfarreien (alphabetisch) genannt, alle zu einer Pfarrei gehörigen Exposituren, Benefizien, Filialen und Kapellen werden direkt nach der jeweiligen Pfarrei, aufgezählt.
Seit dem 1. Oktober 2021 bilden die Dekanate Schweinfurt-Stadt, Schweinfurt-Nord und Schweinfurt-Süd zusammen das Dekanat Schweinfurt.

## Gliederung
Maria im Werntal (Werneck)
- Pfarrei St. Johannes der Täufer Egenhausen
- Pfarrei St. Michael Ettleben
- Pfarrei Mariä Himmelfahrt Schleerieth mit Mariä Heimsuchung Eckartshausen und St. Petrus von Alcantara Rundelshausen
- Pfarrei St. Andreas Schnackenwerth
- Pfarrei St. Leonhard Stettbach
- Kuratie St. Jakobus der Ältere Vasbühl
- Pfarrei Mariä Himmelfahrt Werneck, Schlosskapelle Zu den Schutzengeln

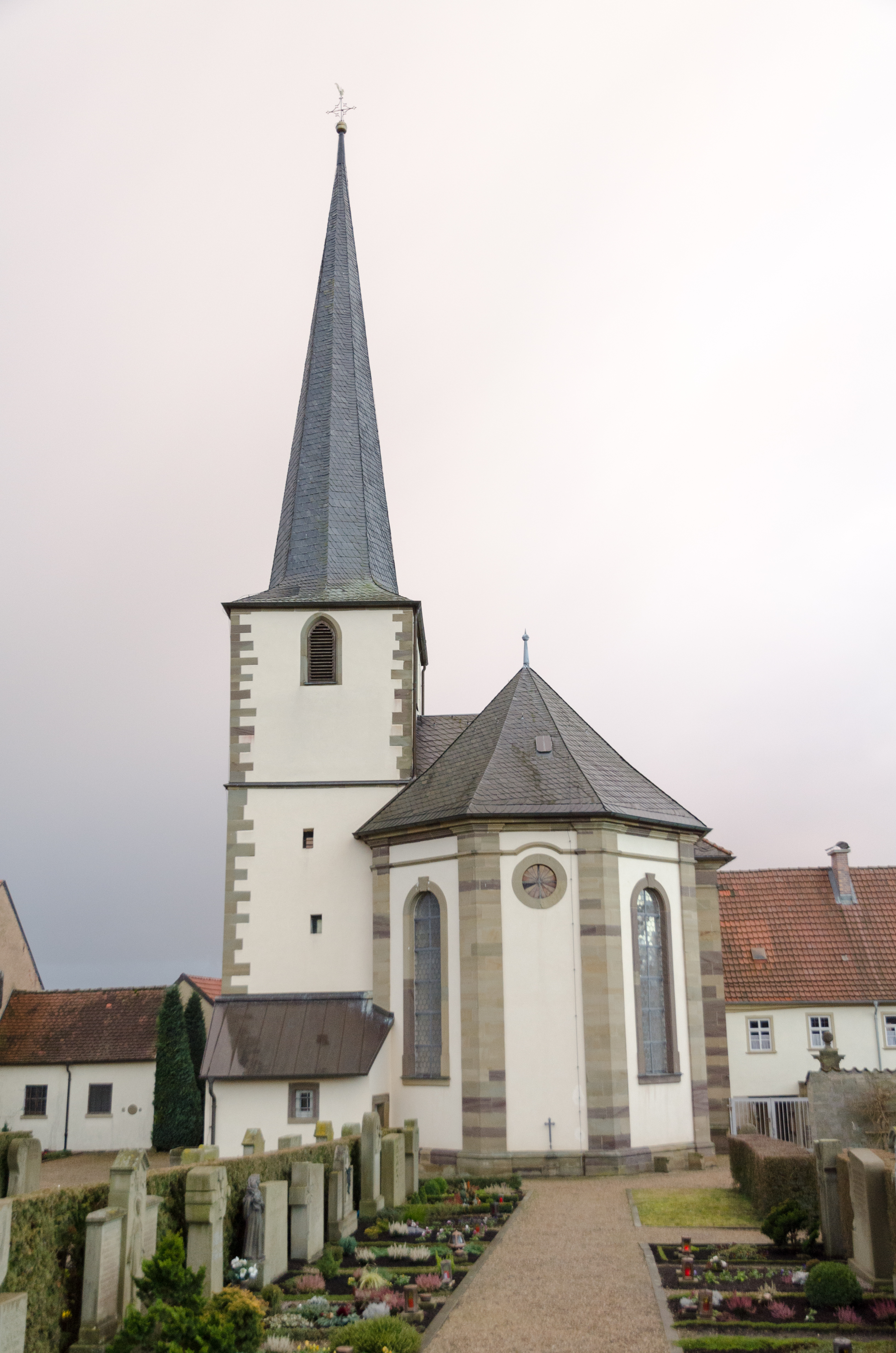
St. Johannes der Täufer
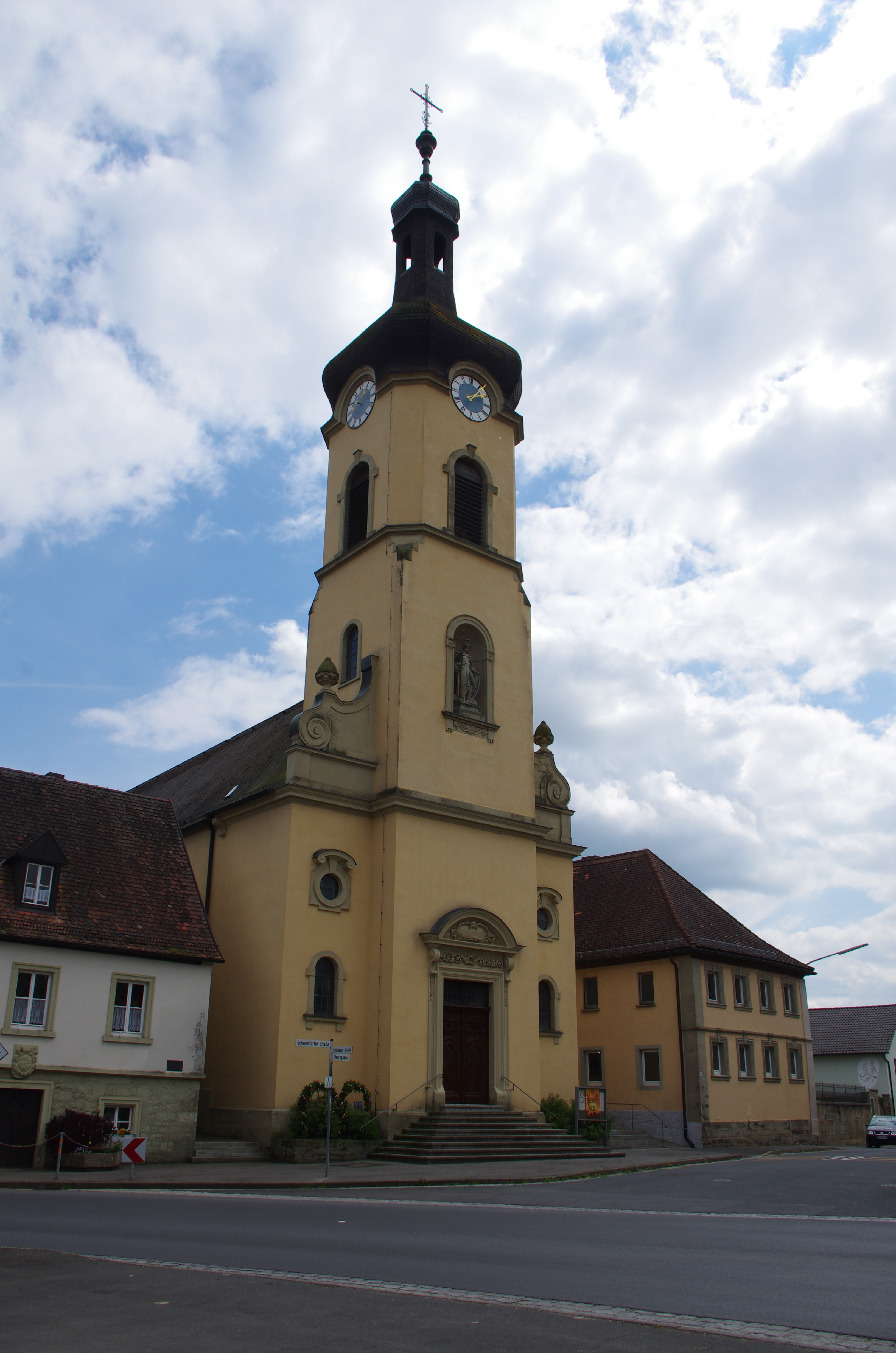
St. Michael
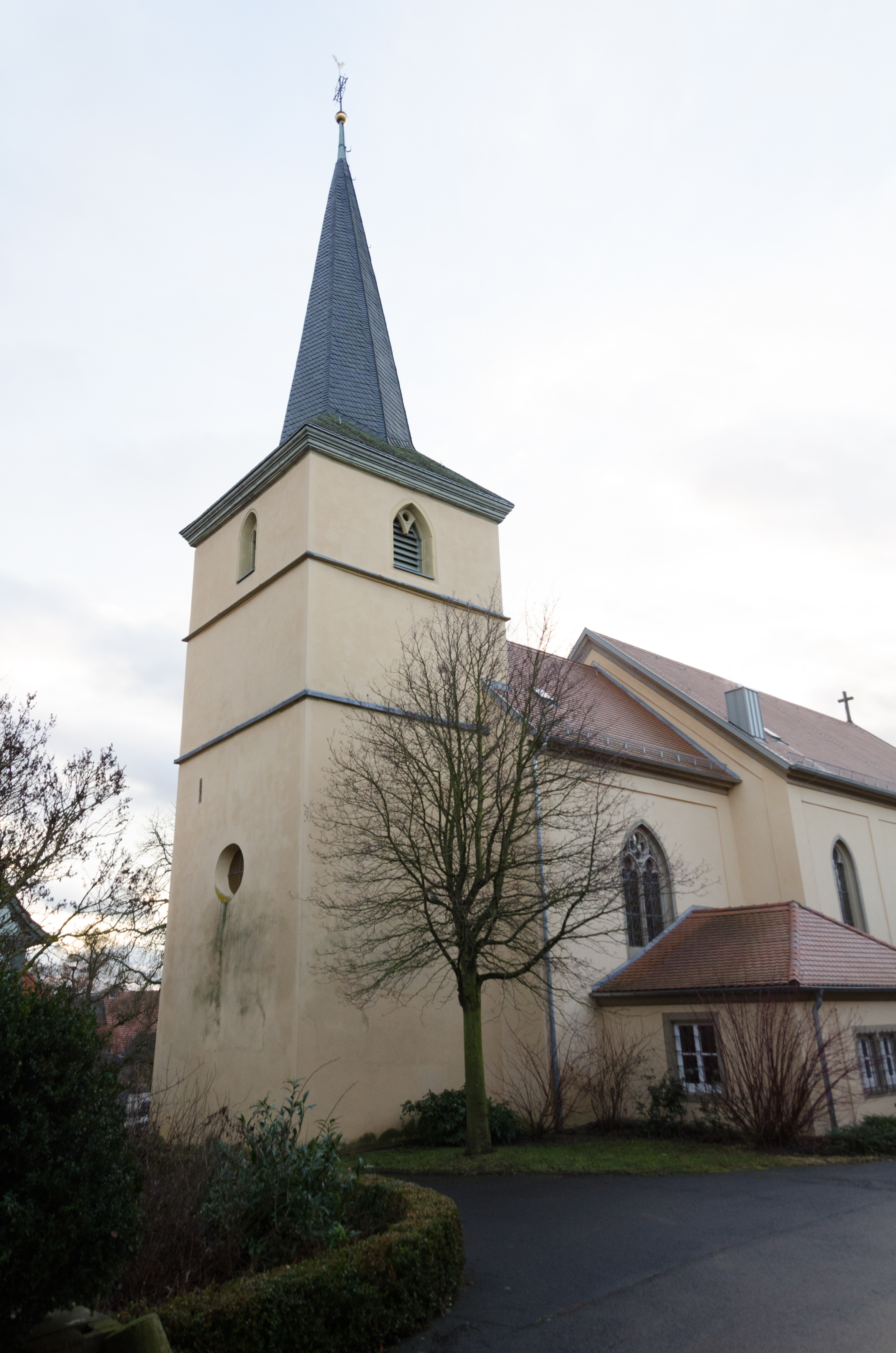
Mariä Himmelfahrt, Schleerieth
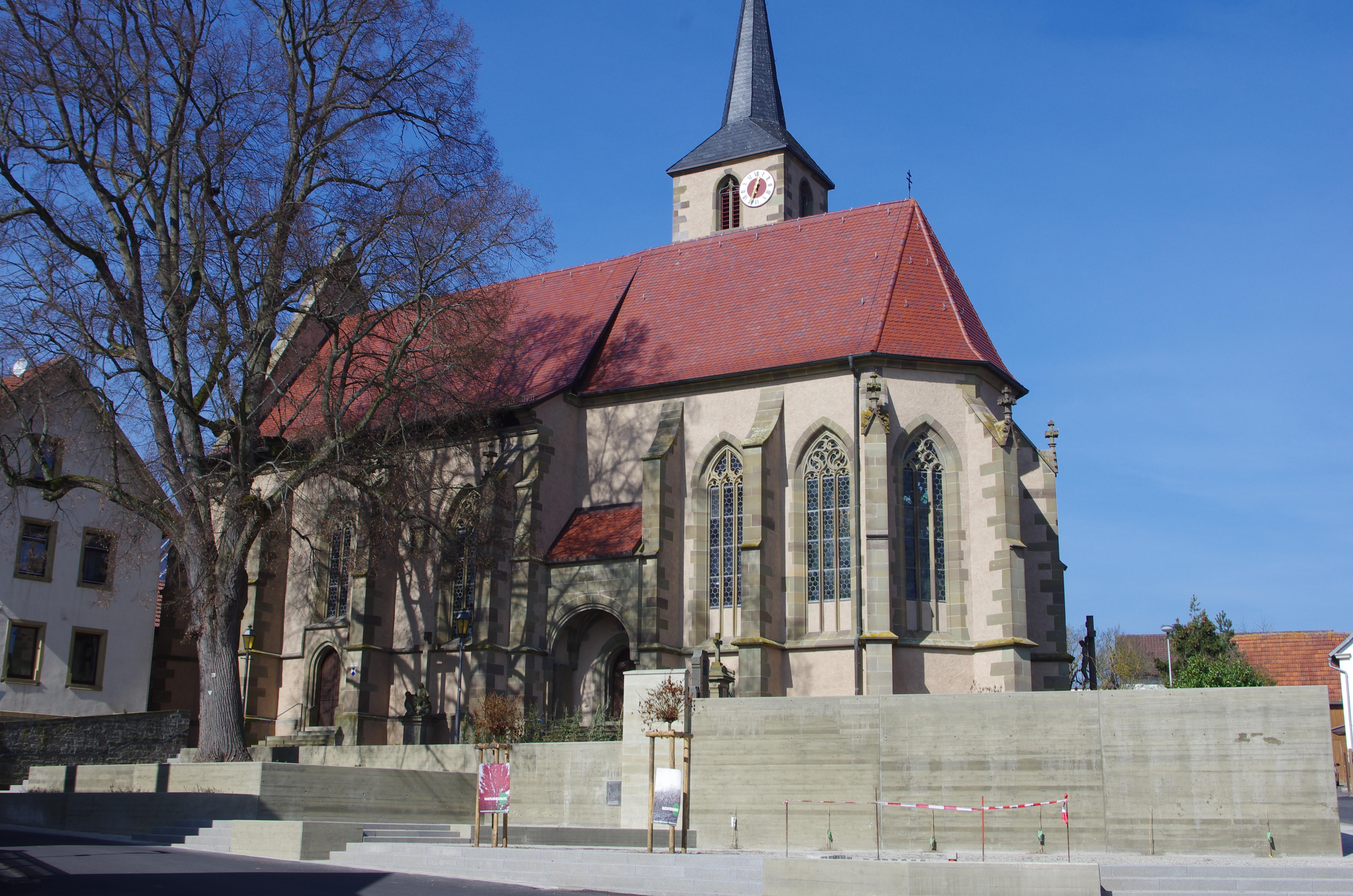
Mariä Heimsuchung
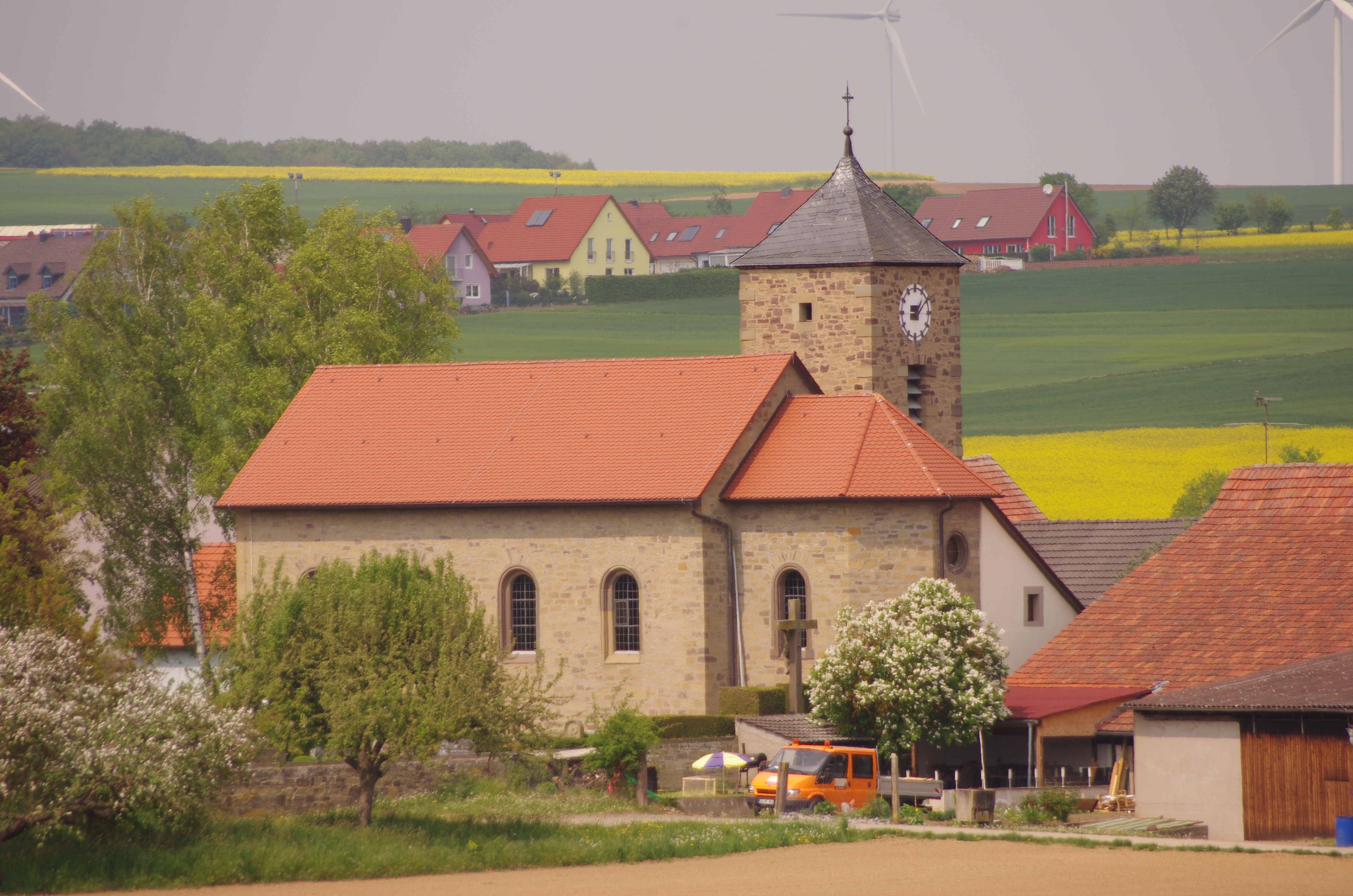
St. Petrus von Alcantara
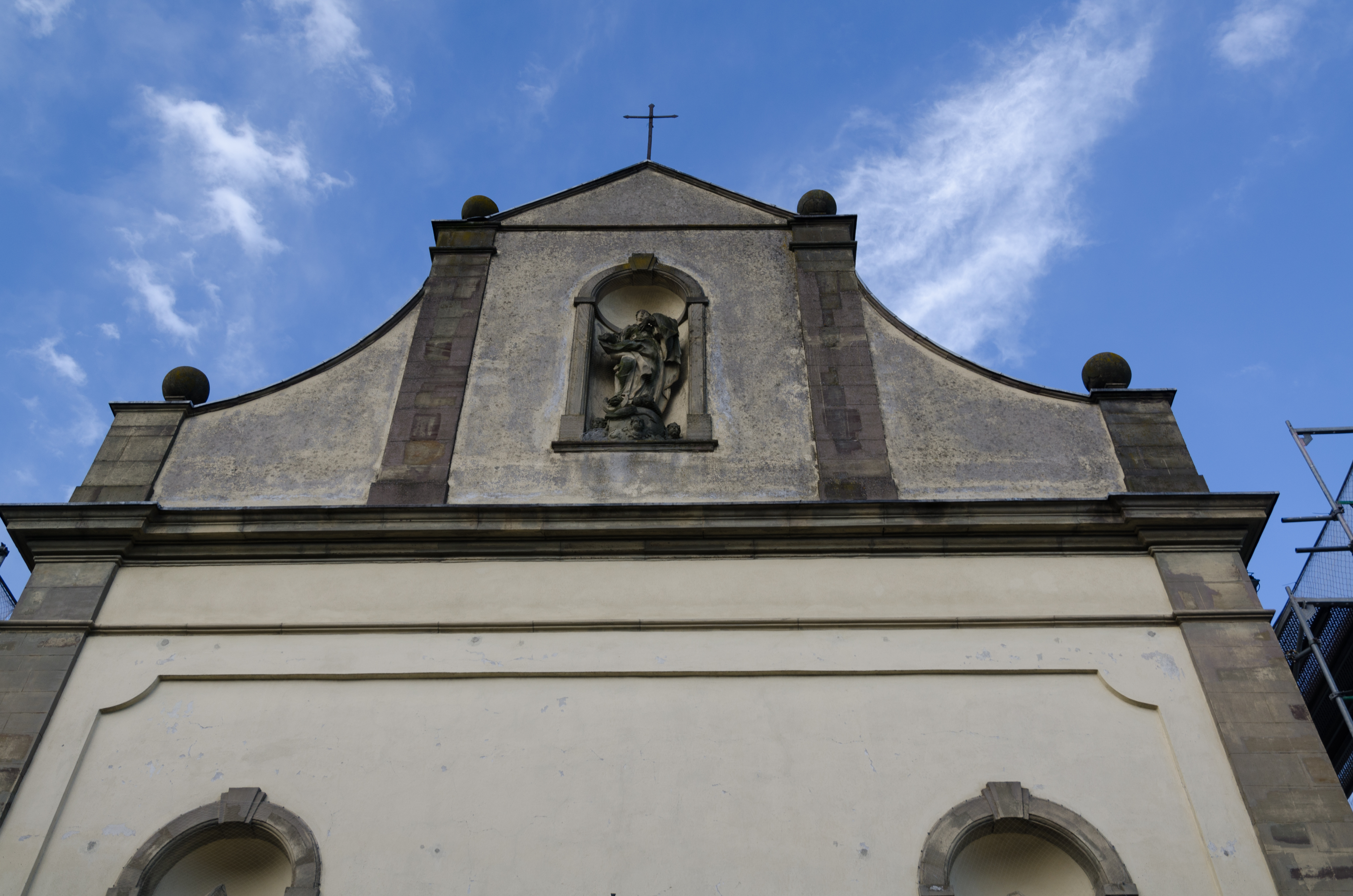
St. Andreas
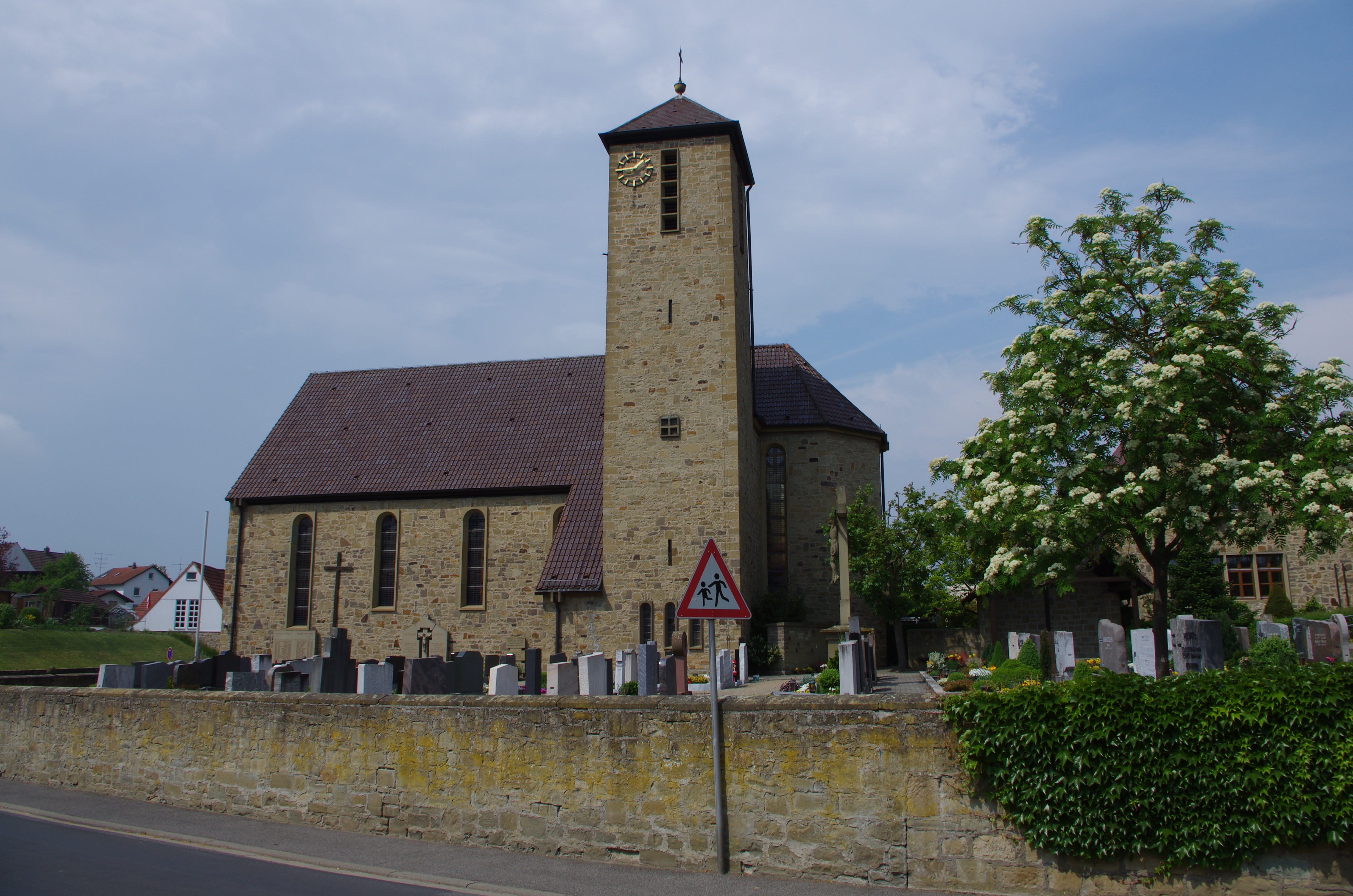
St. Leonhard
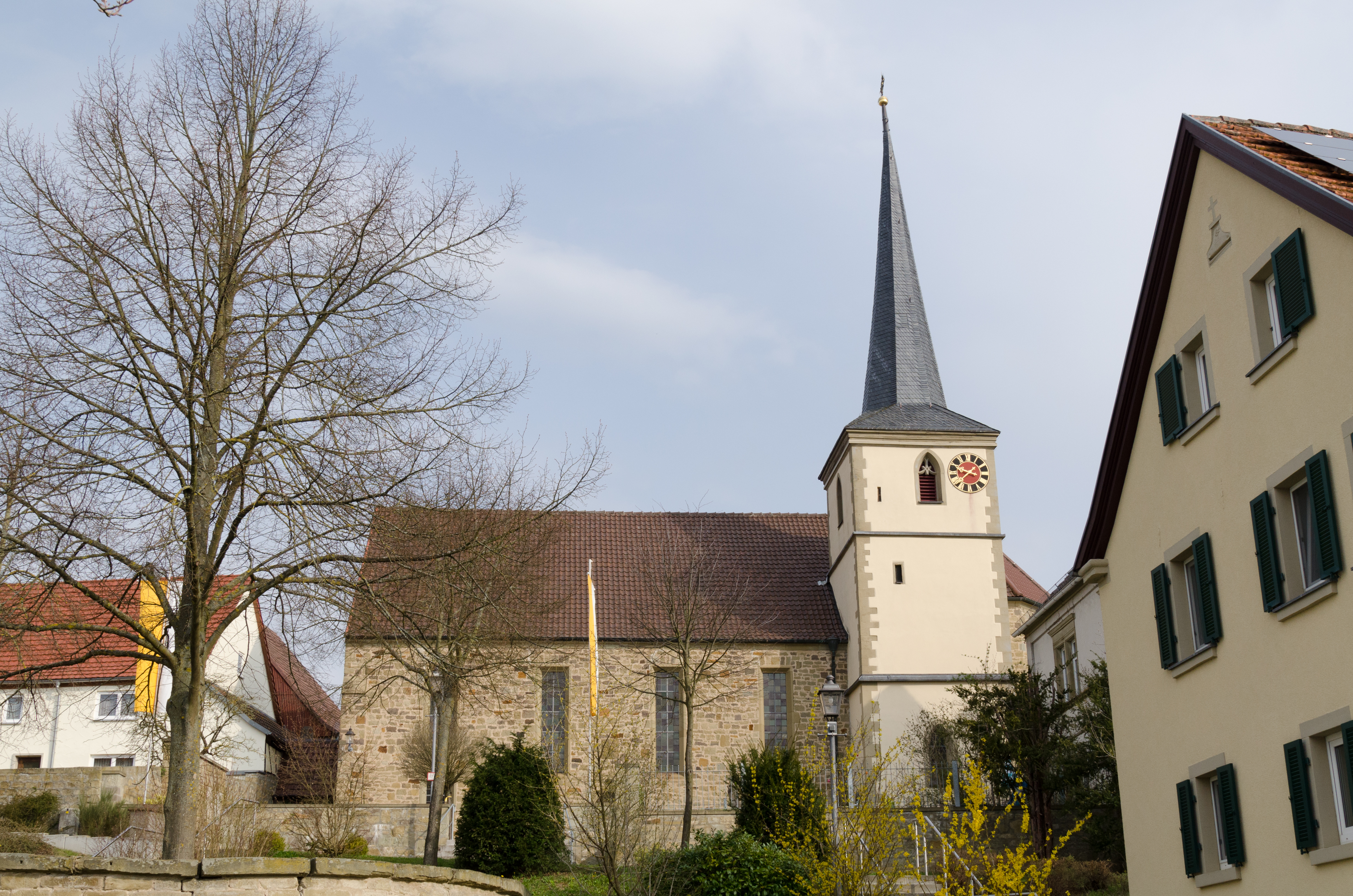
St. Jakobus der Ältere
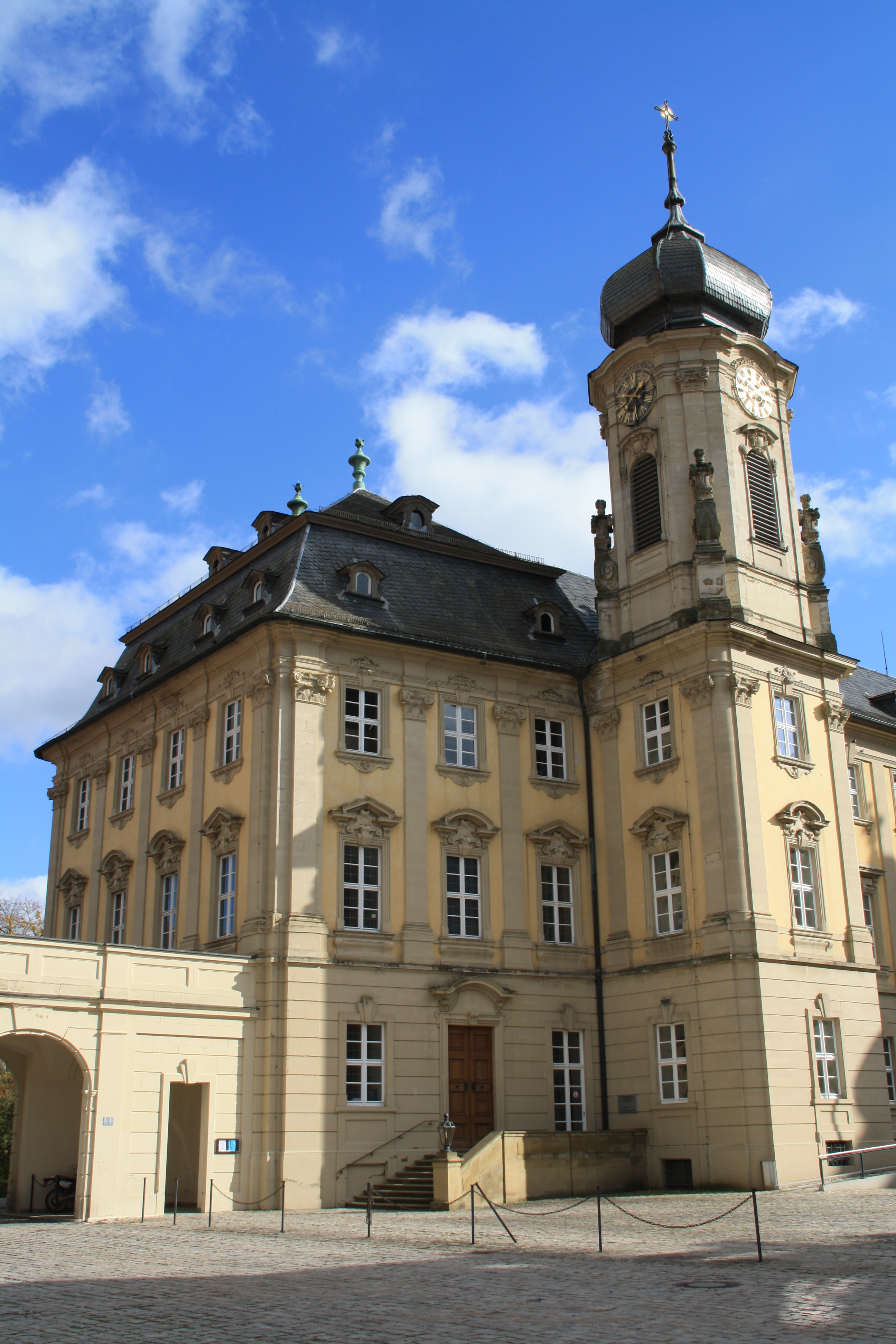
Zu den Schutzengeln (Schlosskapelle)

Hl. Sebastian (Eßleben)
- Pfarrei St. Georg Eßleben
- Kuratie St. Martin Mühlhausen
- Kuratie St. Jakobus der Ältere Schraudenbach
- Pfarrei St. Bartholomäus Zeuzleben

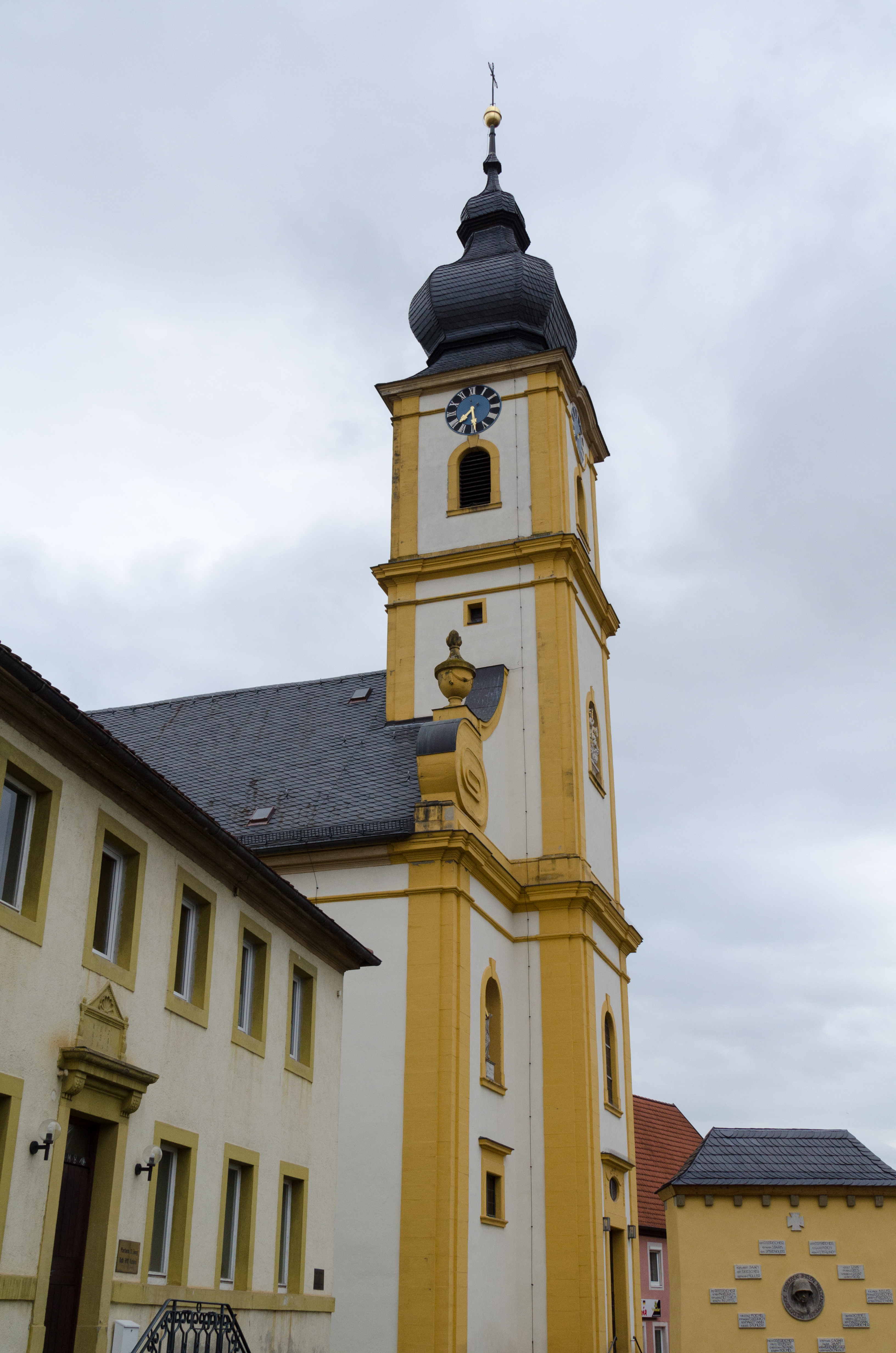
St. Georg
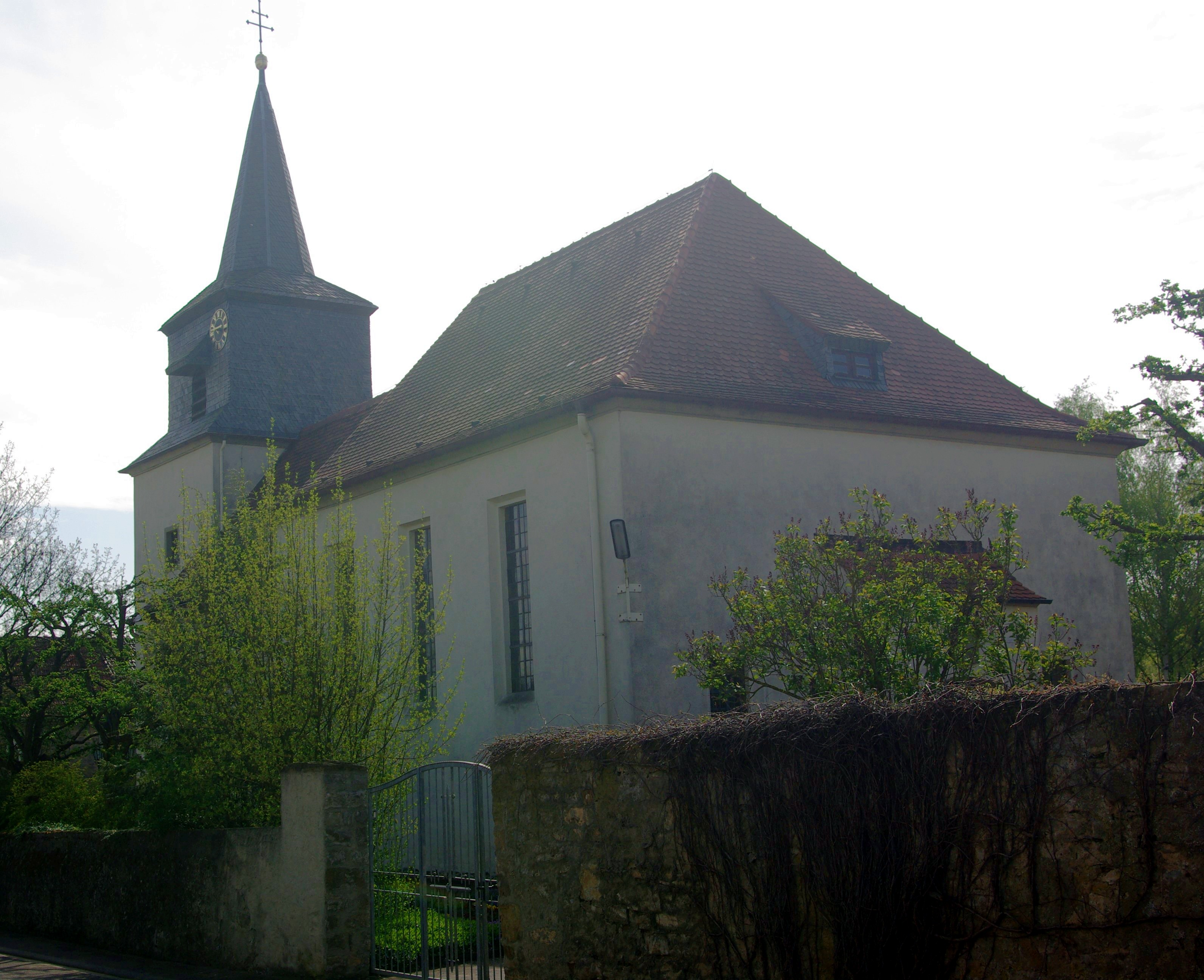
St. Martin, Mühlhausen
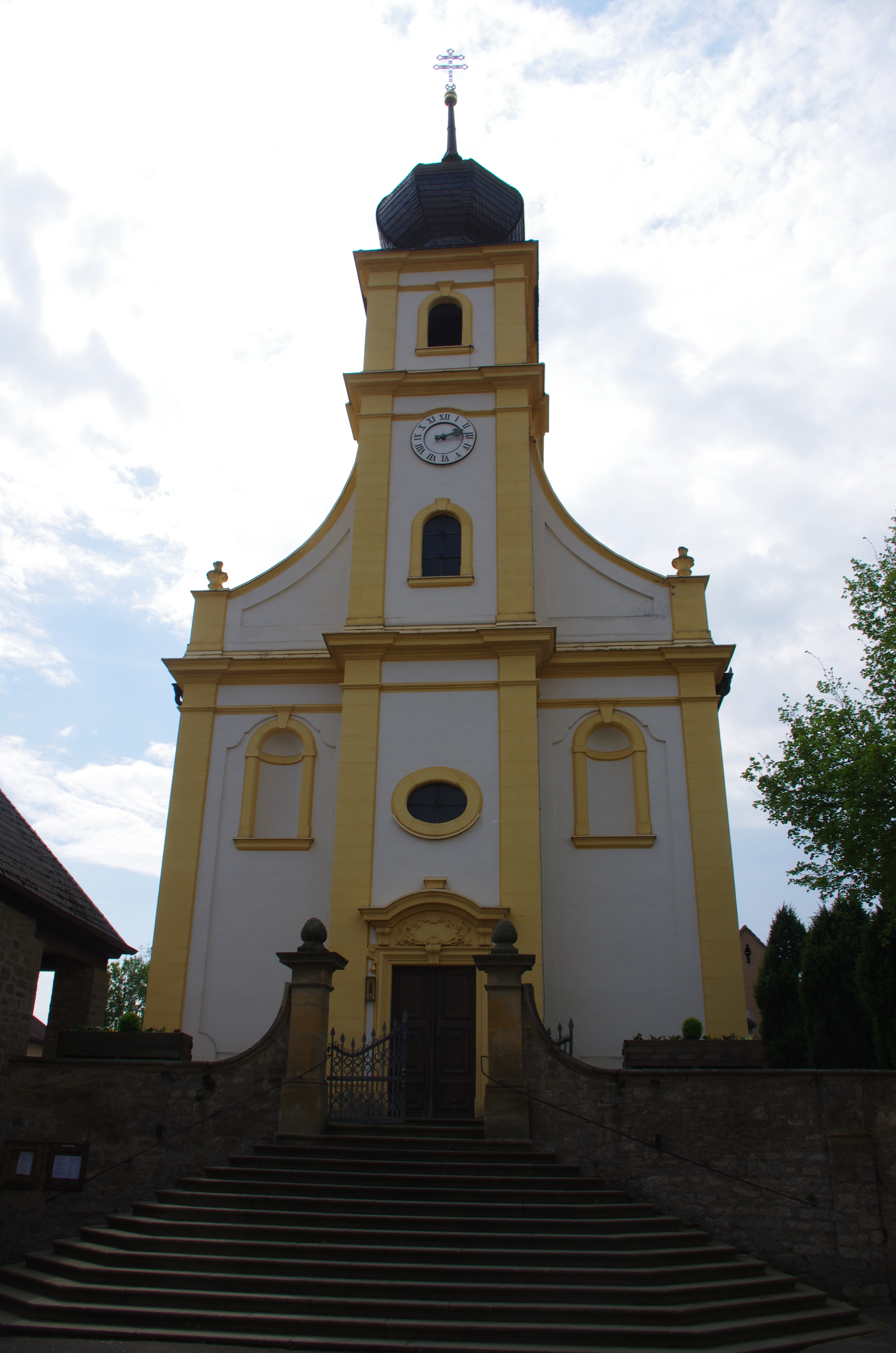
St. Jakobus der Ältere
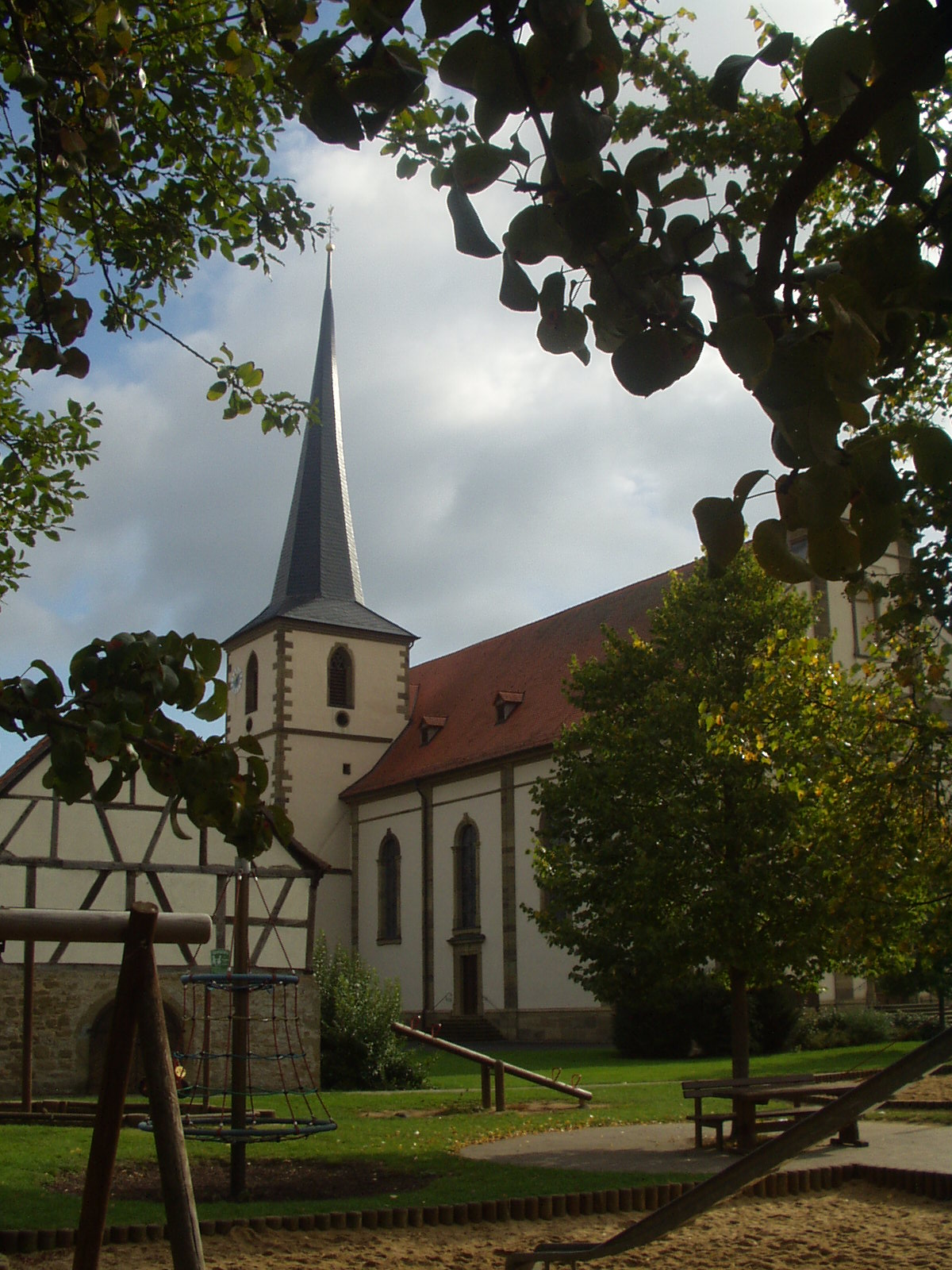
St. Bartholomäus

Röthlein-Heidenfeld-Hirschfeld (Heidenfeld)
- Pfarrei St. Laurentius Heidenfeld
- Pfarrei St. Kilian Hirschfeld
- Pfarrei St. Jakobus der Ältere Röthlein

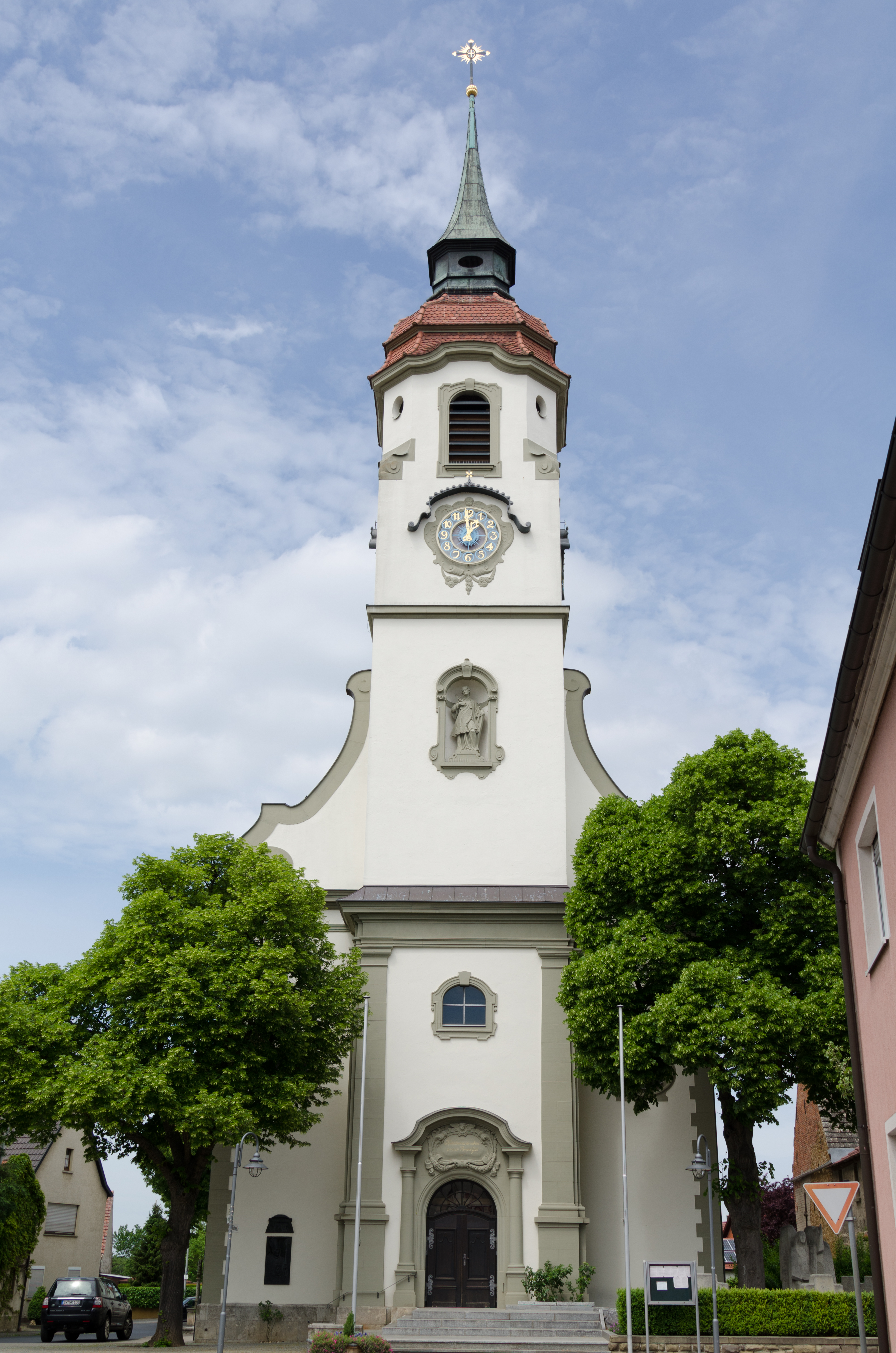
St. Laurentius
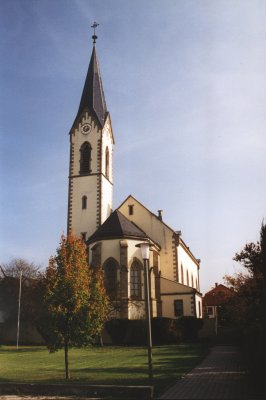
St. Jakobus der Ältere

Luisenhöhe (Schwanfeld)
- Pfarrei St. Peter und Paul Hergolshausen
- Pfarrei St. Michael Schwanfeld, Klosterkirche St. Markus Heiligenthal
- Pfarrei St. Jakobus der Ältere Waigolshausen
- Pfarrei St. Johannes der Täufer Wipfeld
- Kuratie Allerheiligen Theilheim

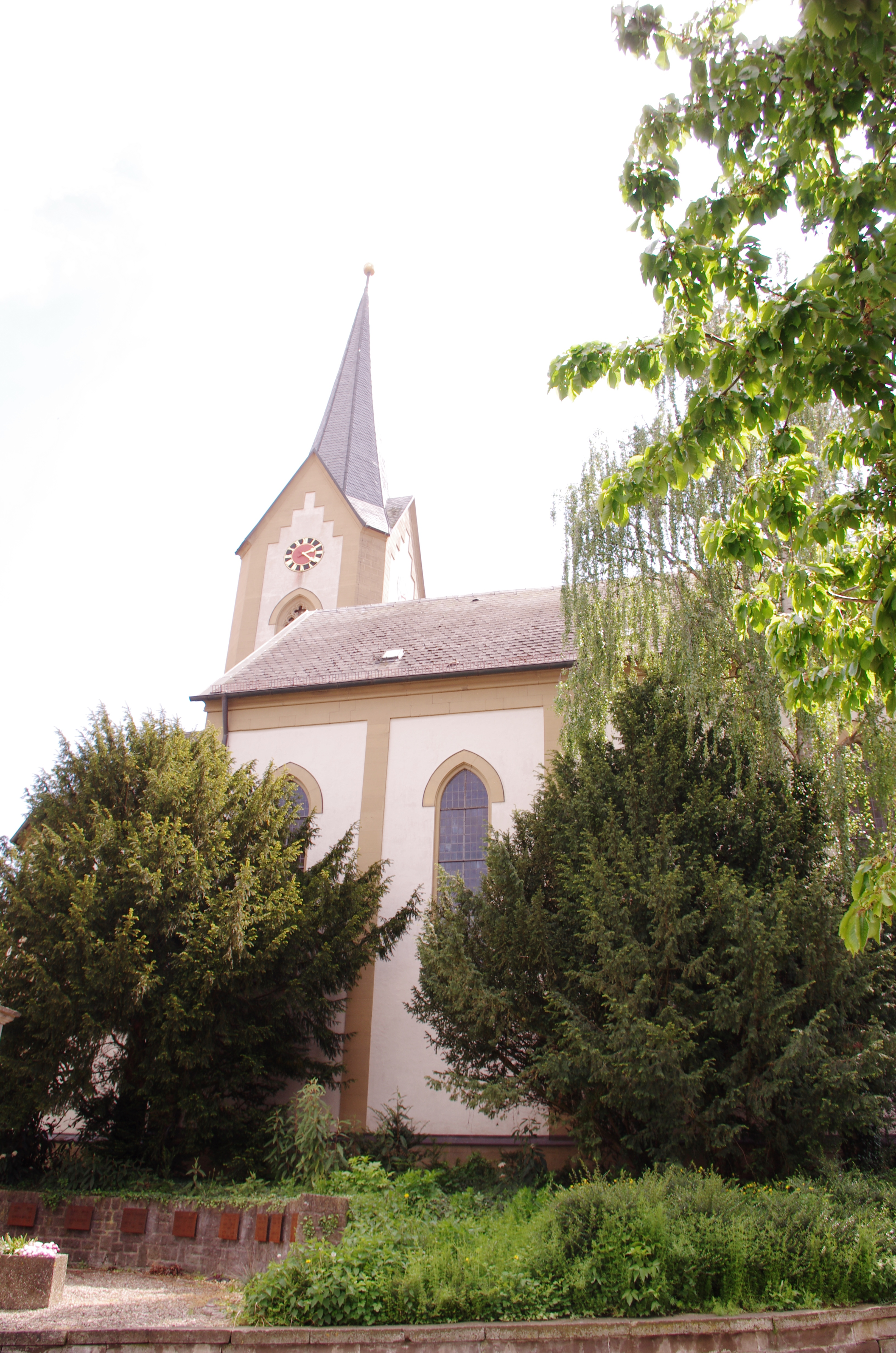
St. Peter und Paul
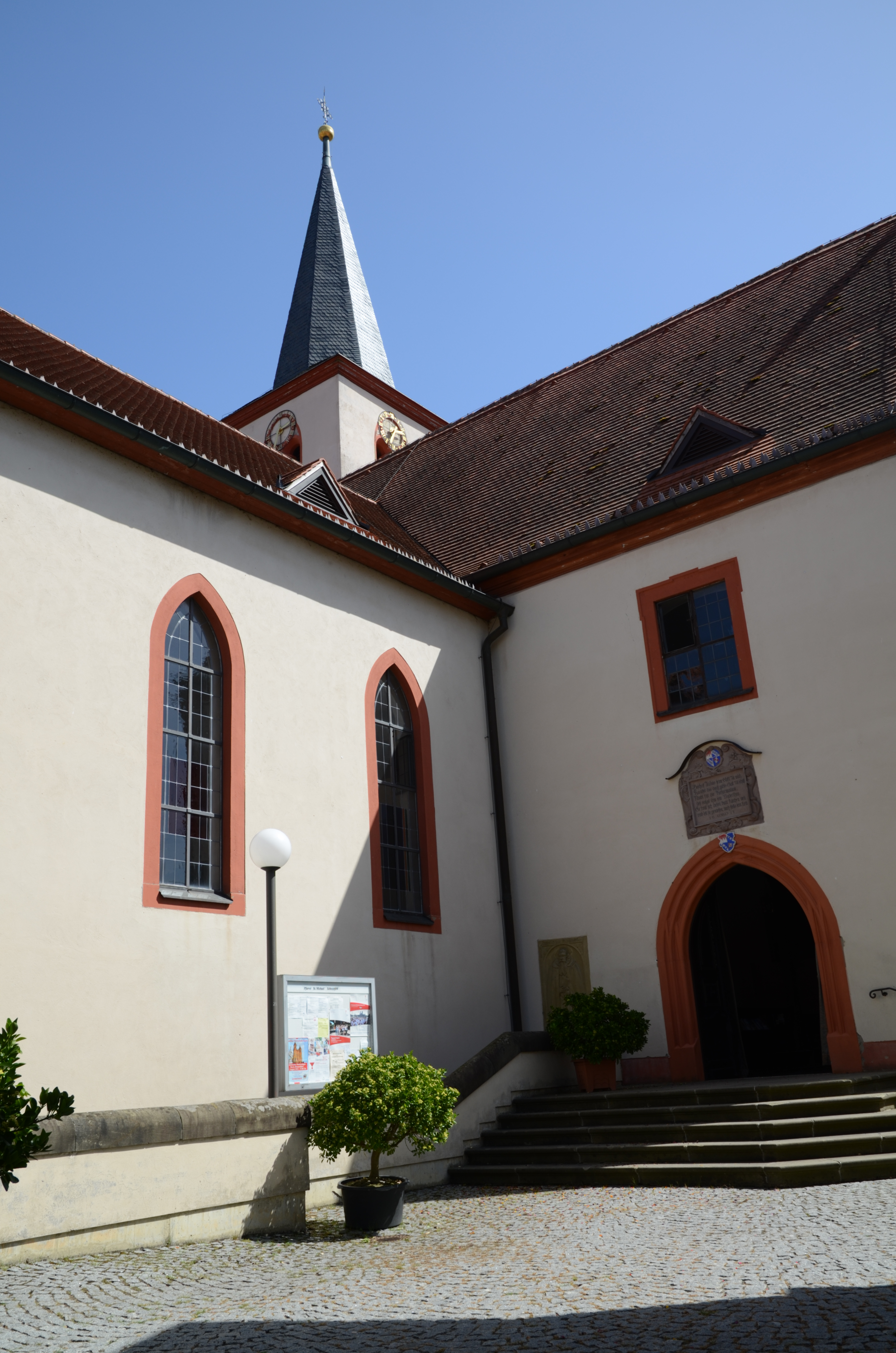
St. Michael
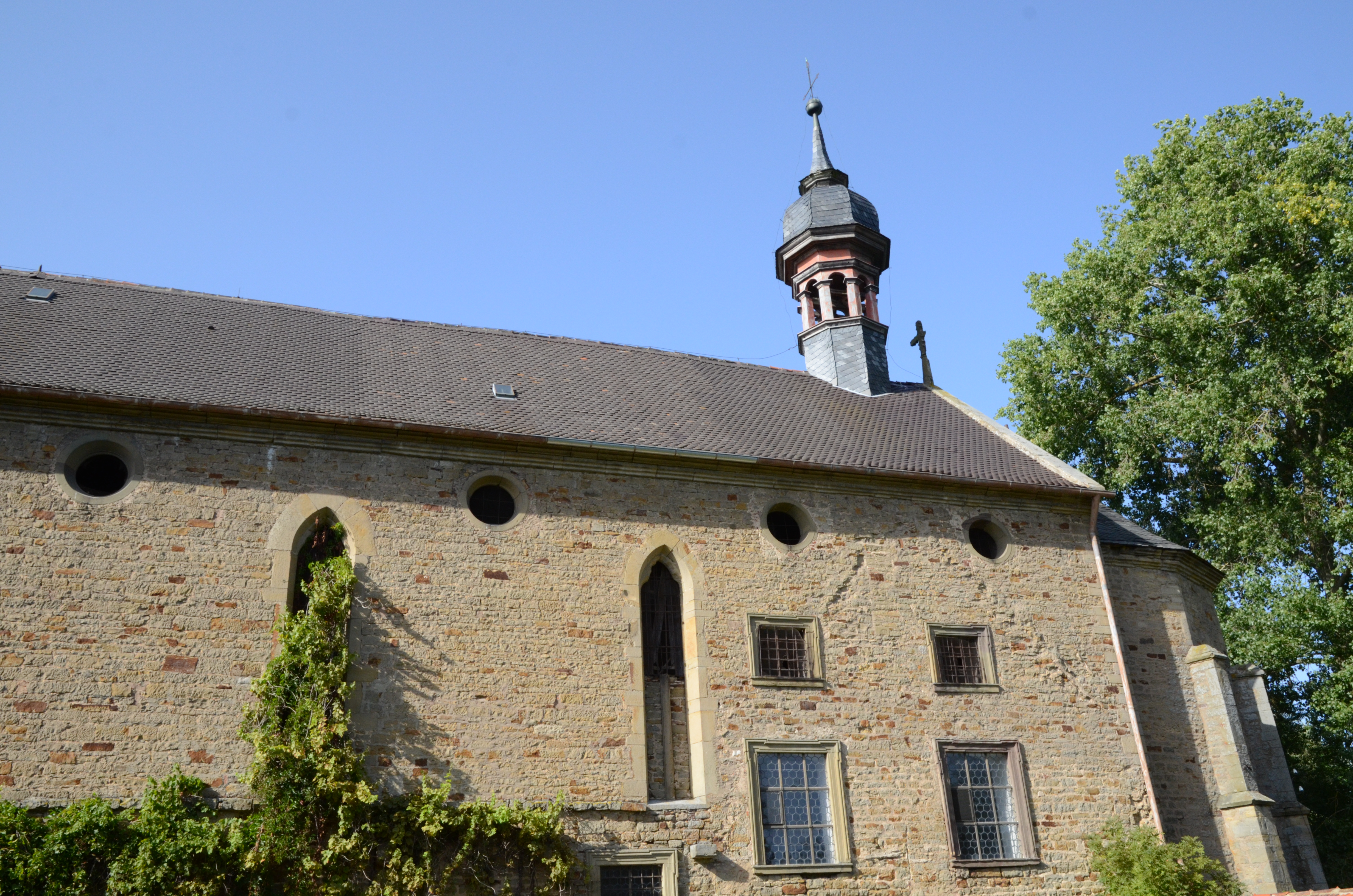
St. Markus
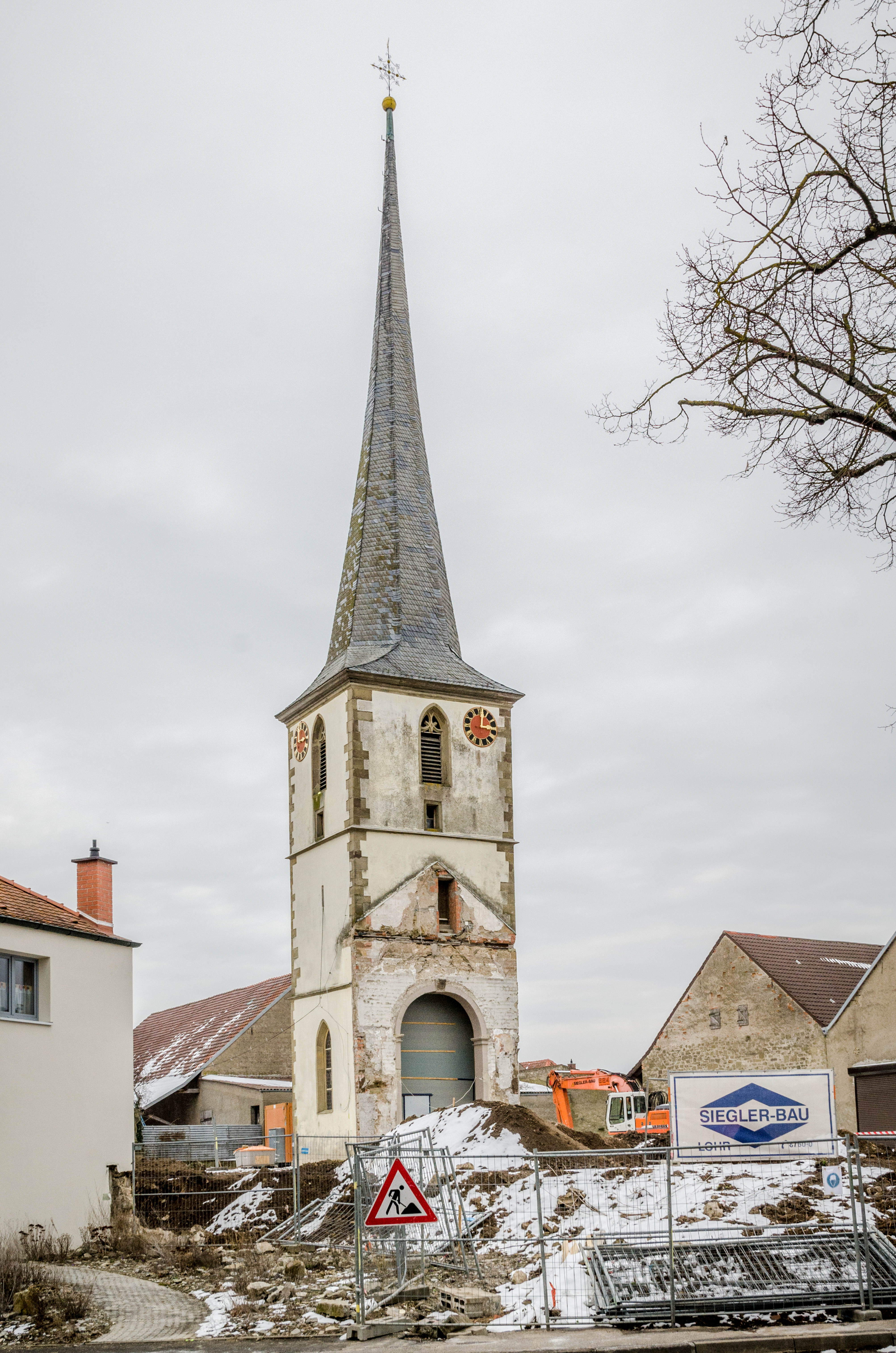
St. Jakobus der Ältere
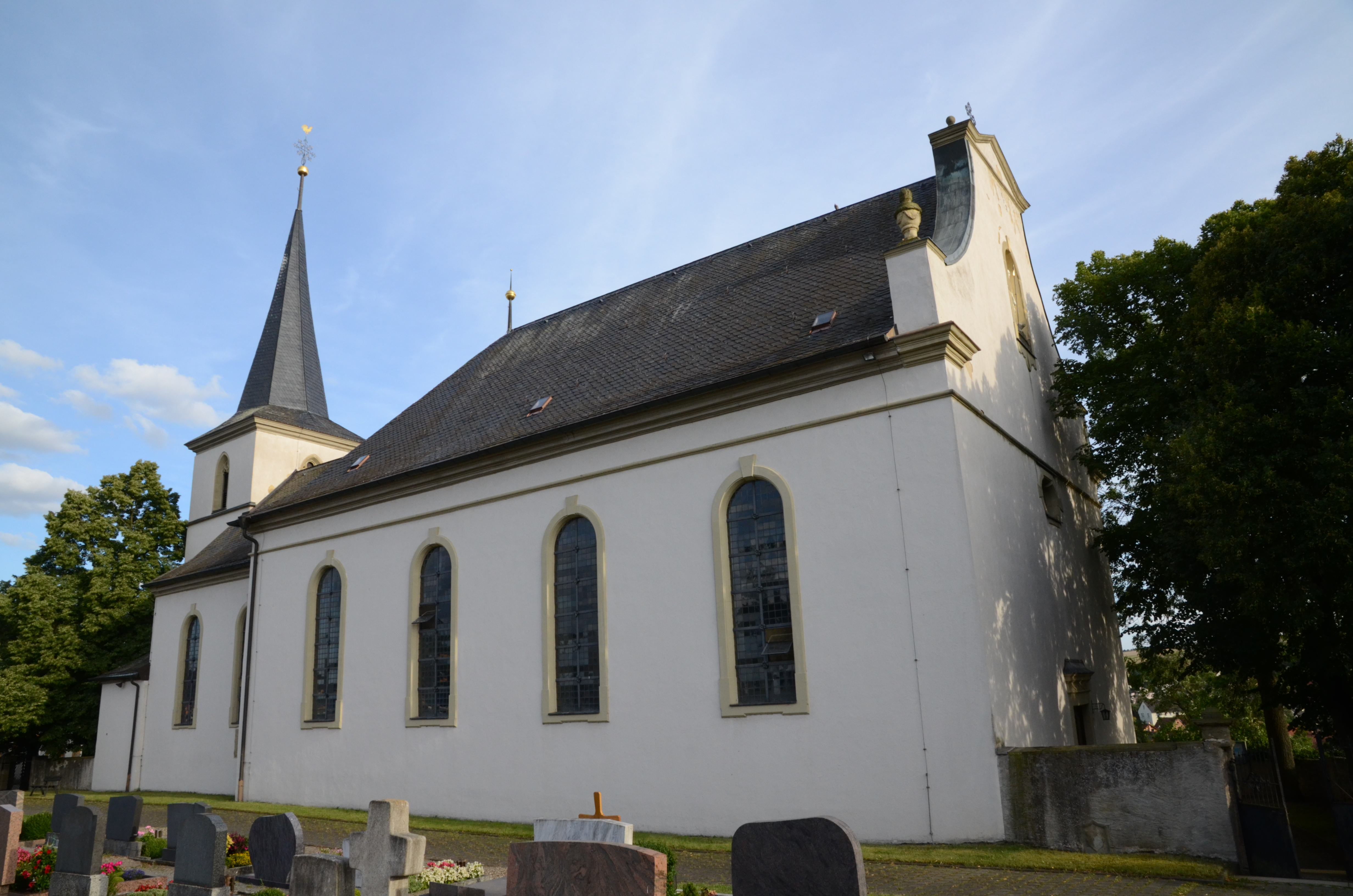
St. Johannes der Täufer
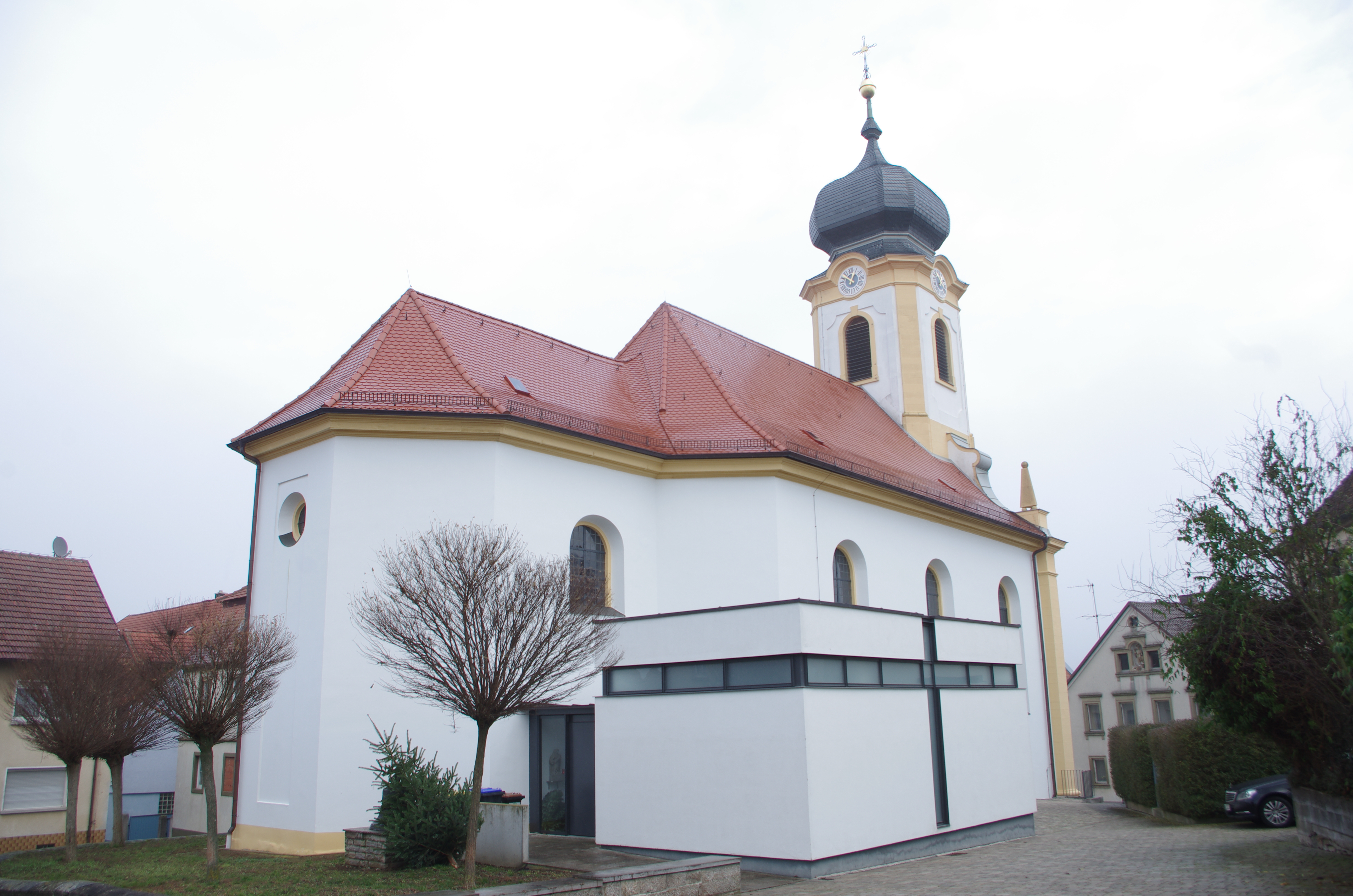
Allerheiligen

Marienhain (Herlheim)
- Pfarrei St. Jakobus der Ältere Herlheim
- Kuratie St. Martin Alitzheim mit Mariä Himmelfahrt Mönchstockheim
- Pfarrei St. Stephanus Kolitzheim
- Pfarrei St. Bartholomäus Stammheim am Main mit St. Antonius Lindach
- Pfarrei St. Ägidius Sulzheim
- Pfarrei Allerheiligste Dreifaltigkeit Zeilitzheim

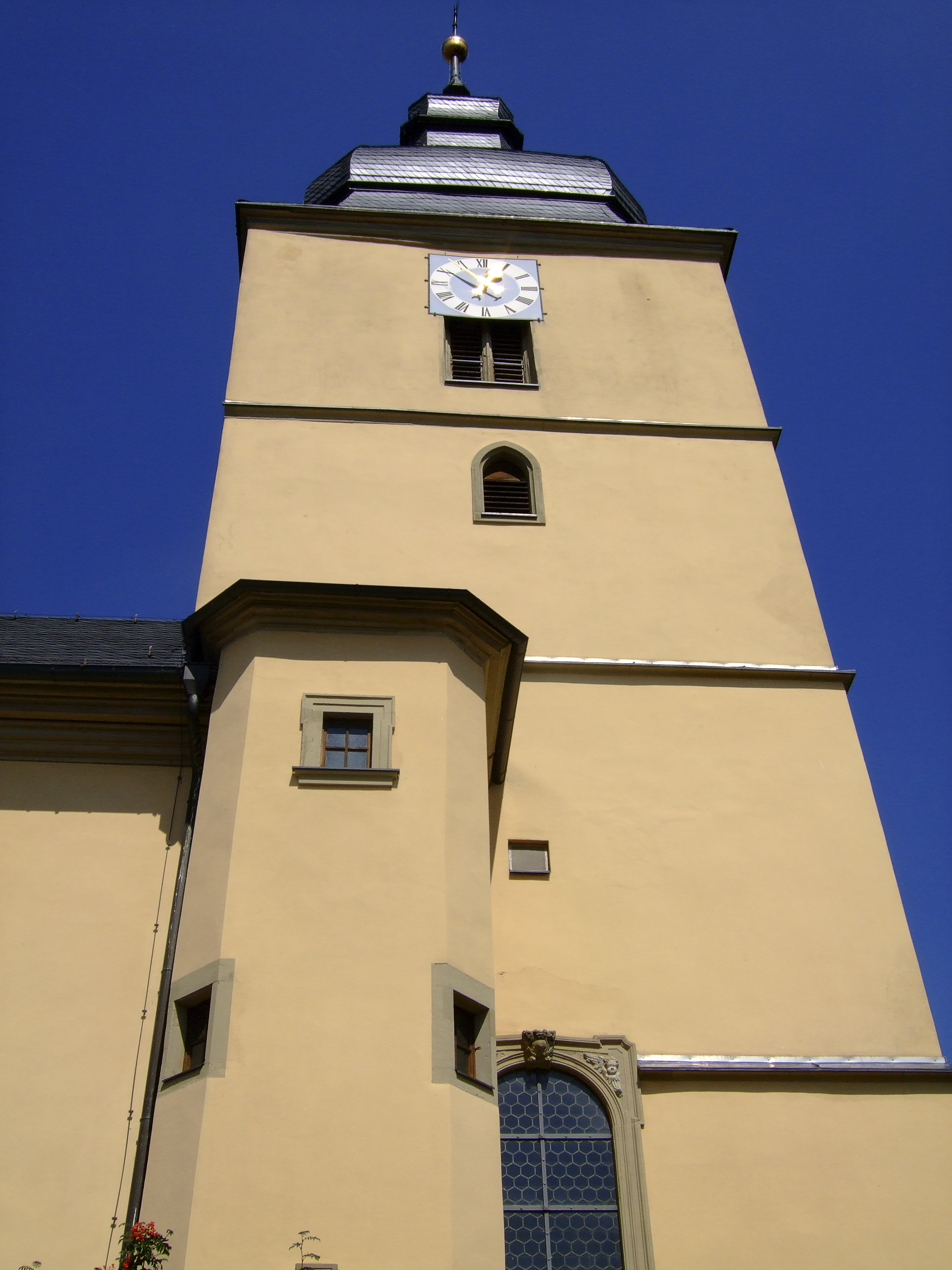
St. Jakobus der Ältere
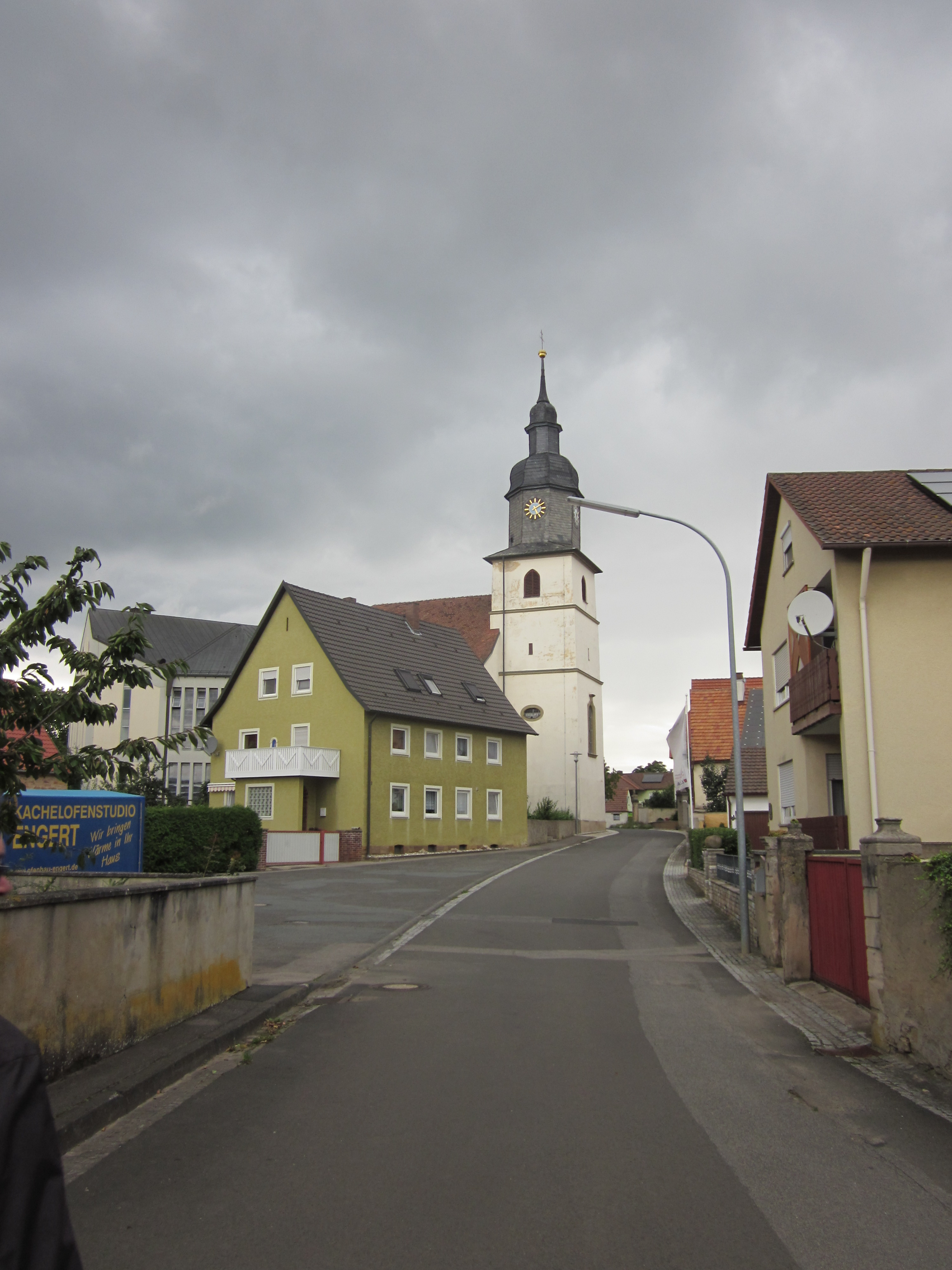
St. Martin
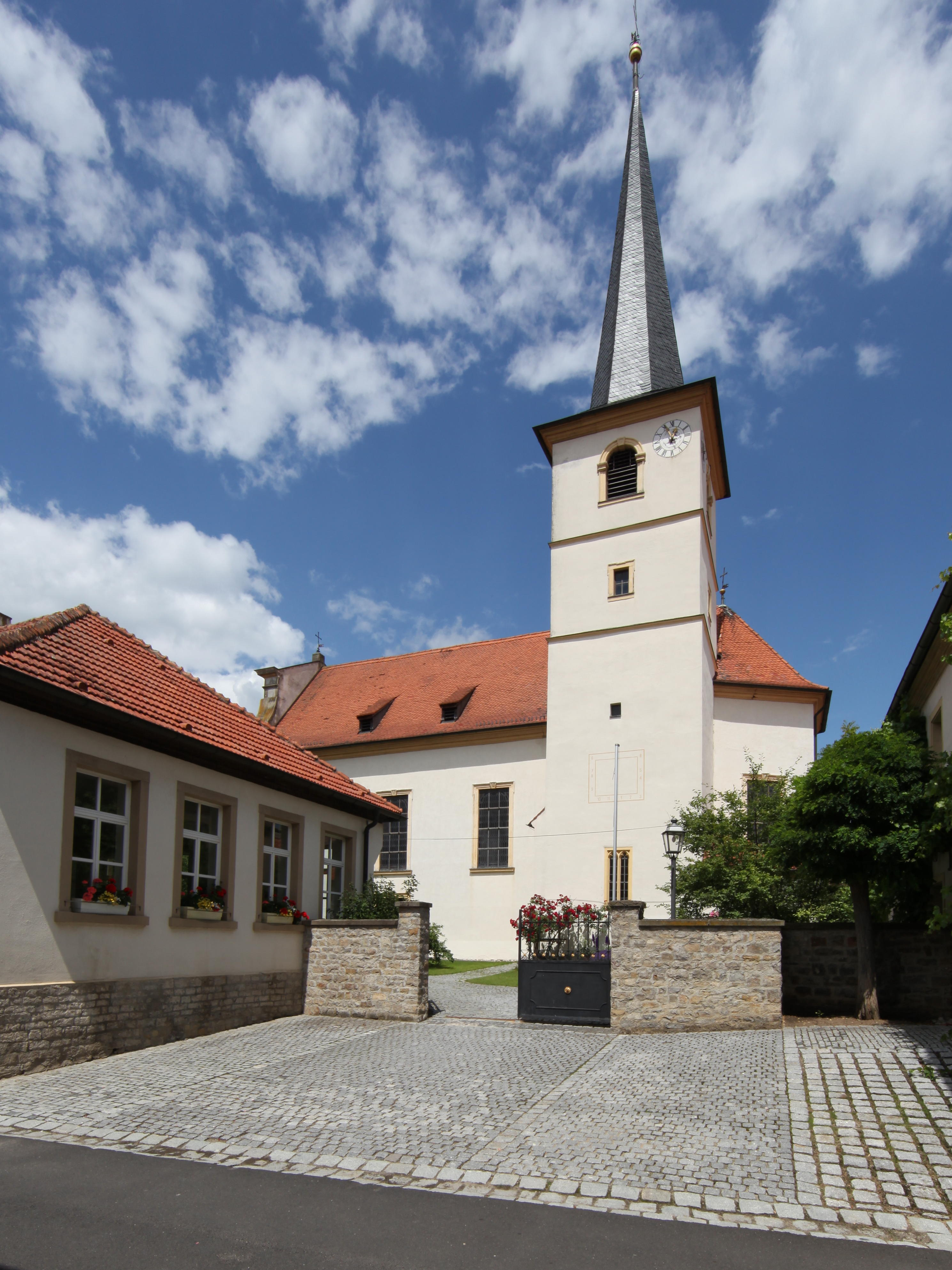
St. Stephanus
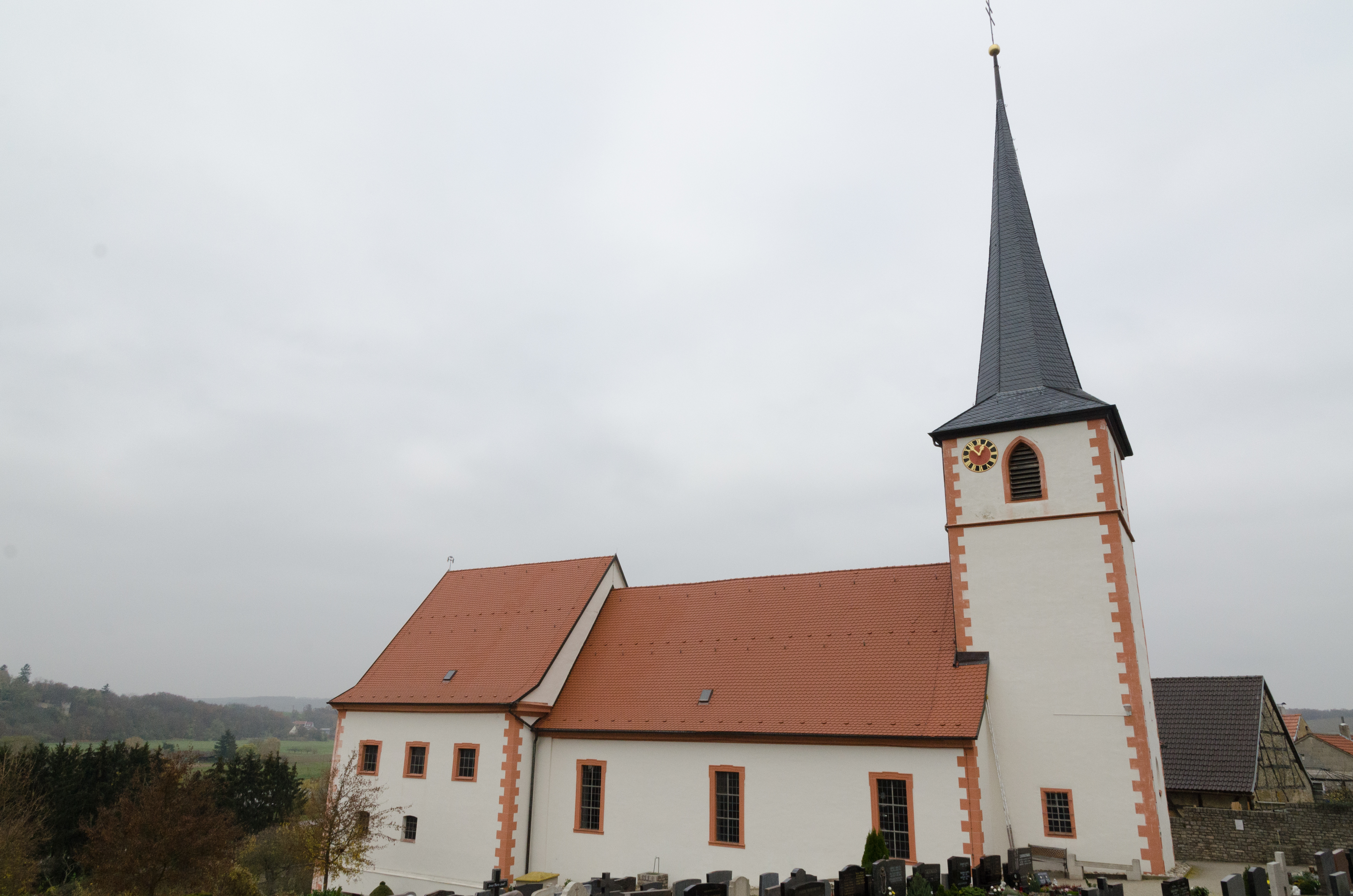
St. Bartholomäus
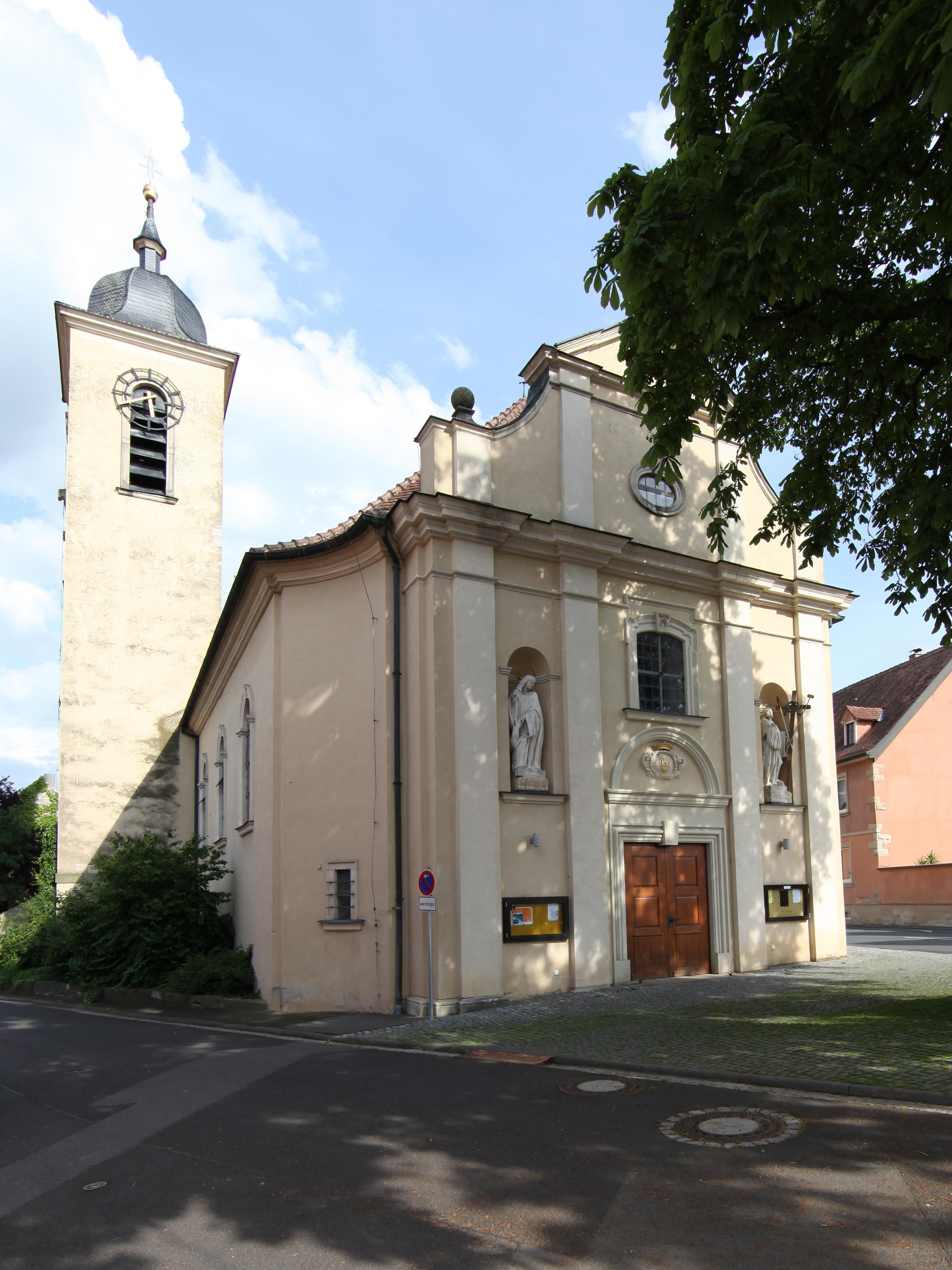
St. Ägidius

St. Raphael (Unterspiesheim)
- Pfarrei St. Sebastian Unterspiesheim mit St. Ägidius Gernach und St. Bartholomäus Oberspiesheim
- Pfarrei St. Peter und Paul Grettstadt

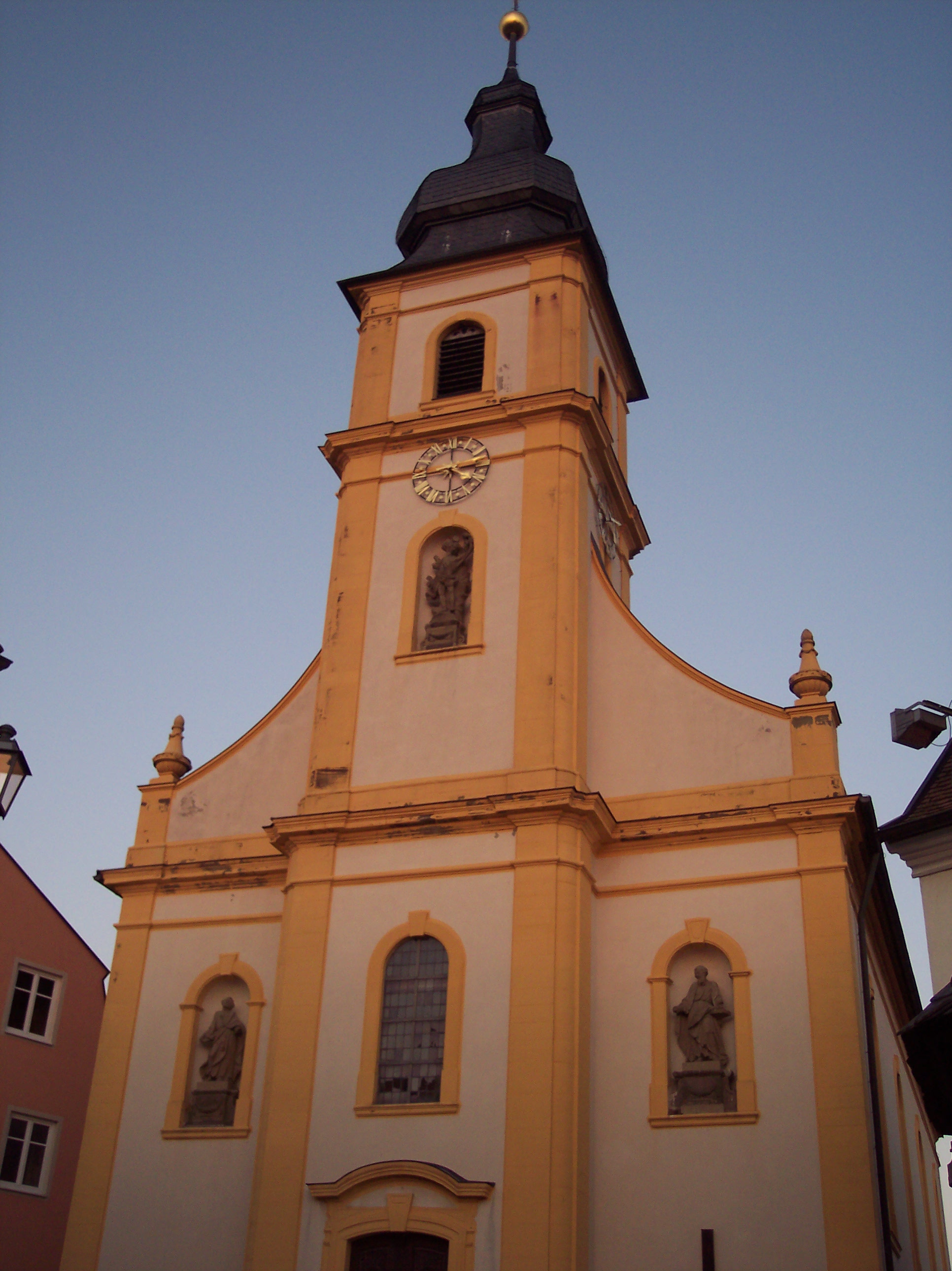
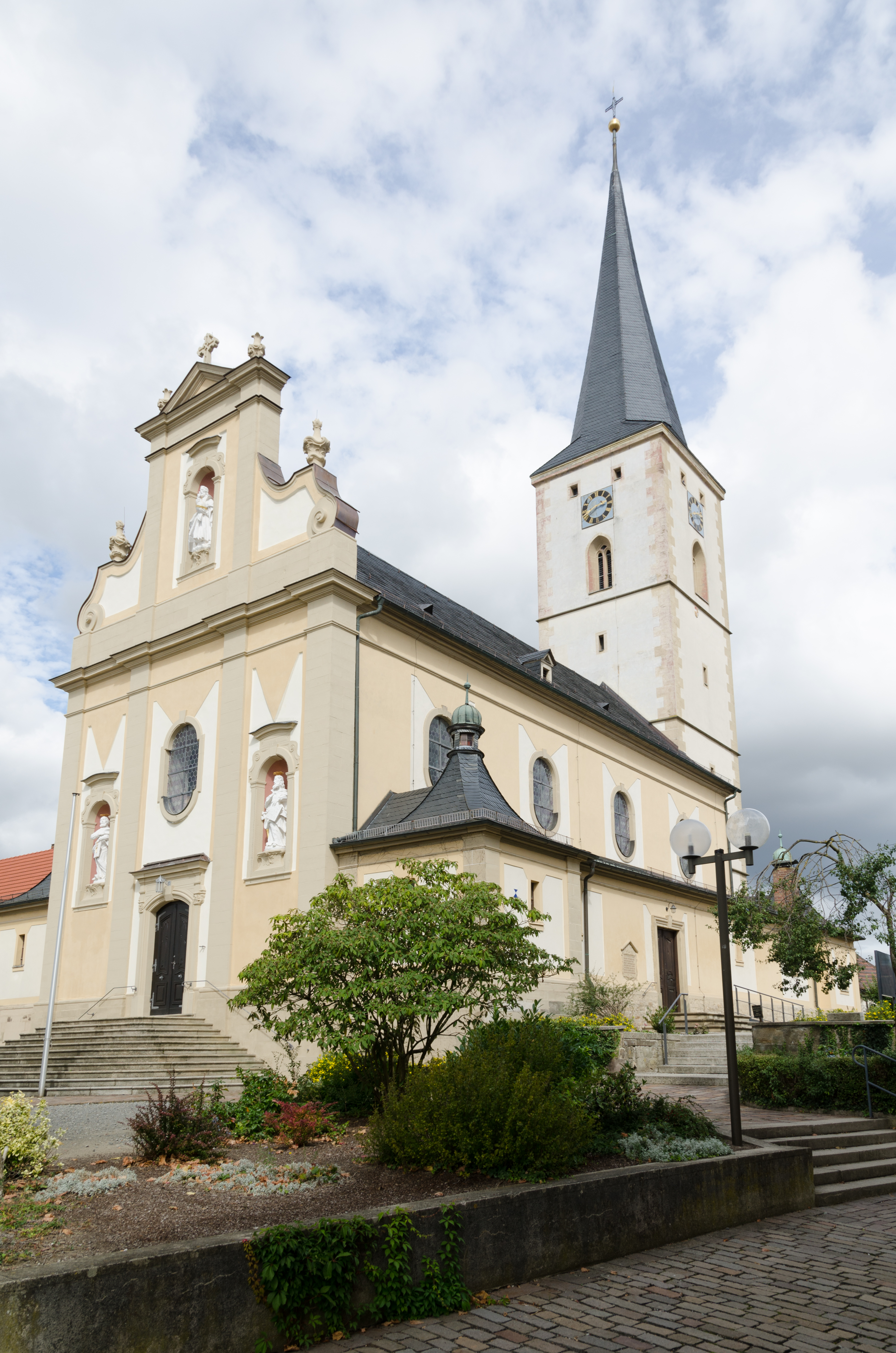
St. Peter und Paul

Kirche am Zabelstein (Traustadt)
- Pfarrei St. Kilian und Gefährten Traustadt mit St. Nikolaus Falkenstein und St. Jakobus der Ältere Kleinrheinfeld
- Pfarrei St. Wendelin Bischwind mit St. Anna Vögnitz, Wallfahrtskirche Maria Hilf
- Pfarrei St. Laurentius Dingolshausen
- Pfarrei St. Johannes der Täufer Donnersdorf
- Kuratie St. Michael Michelau im Steigerwald mit St. Sebastian Hundelshausen
- Pfarrei St. Burkard Pusselsheim mit Mariä Geburt Dürrfeld

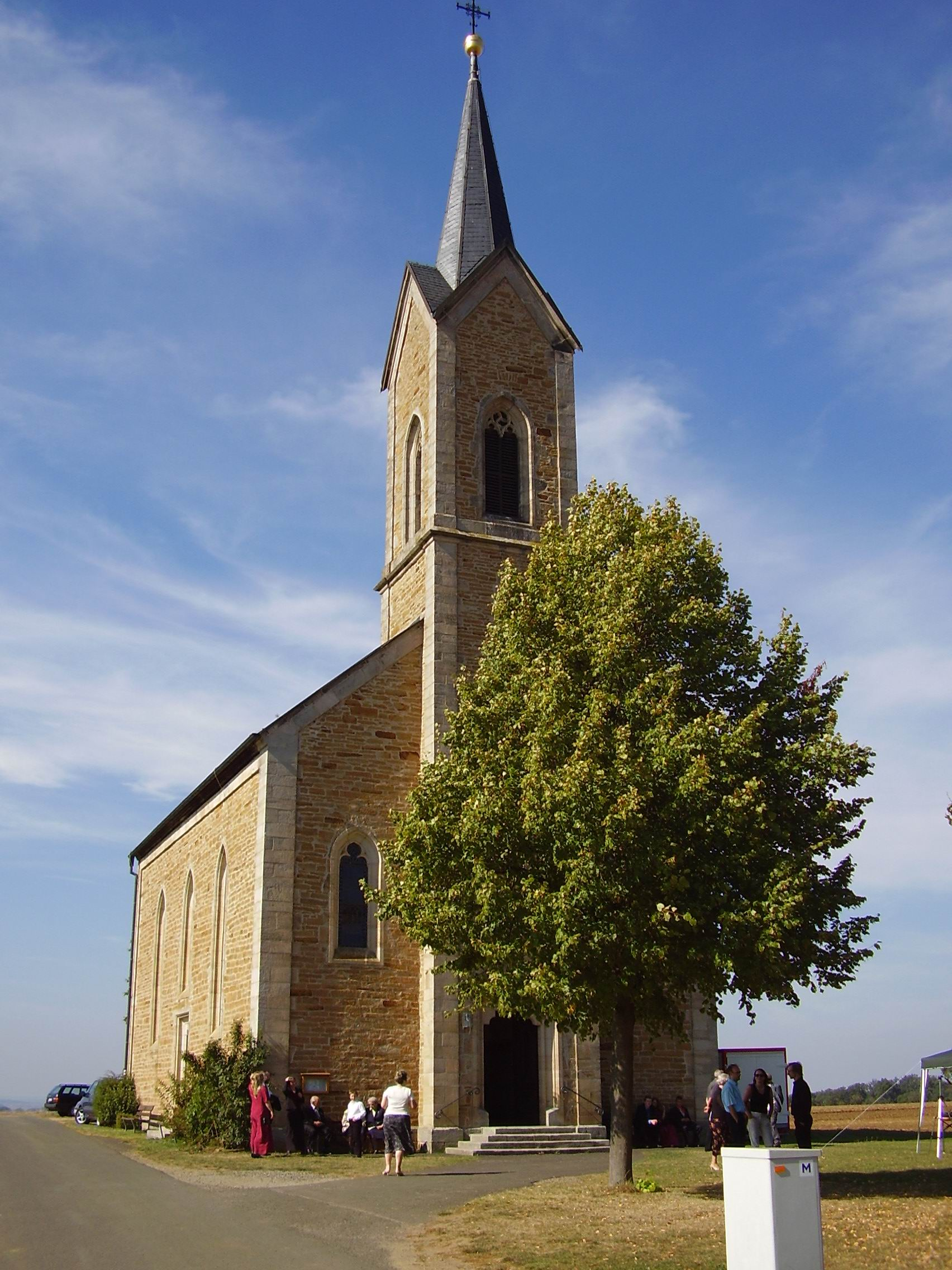
Maria Hilf
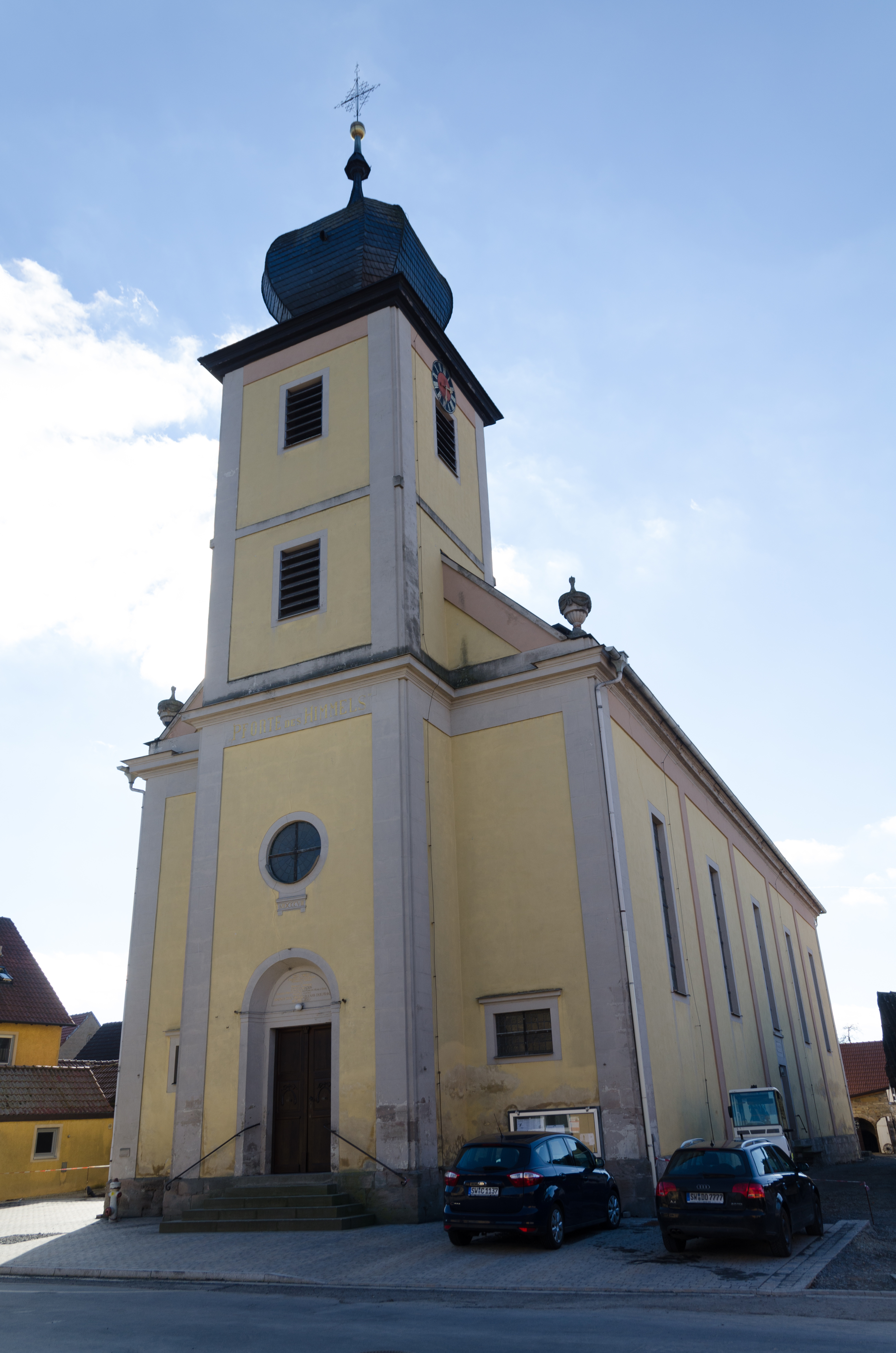
St. Johannes der Täufer
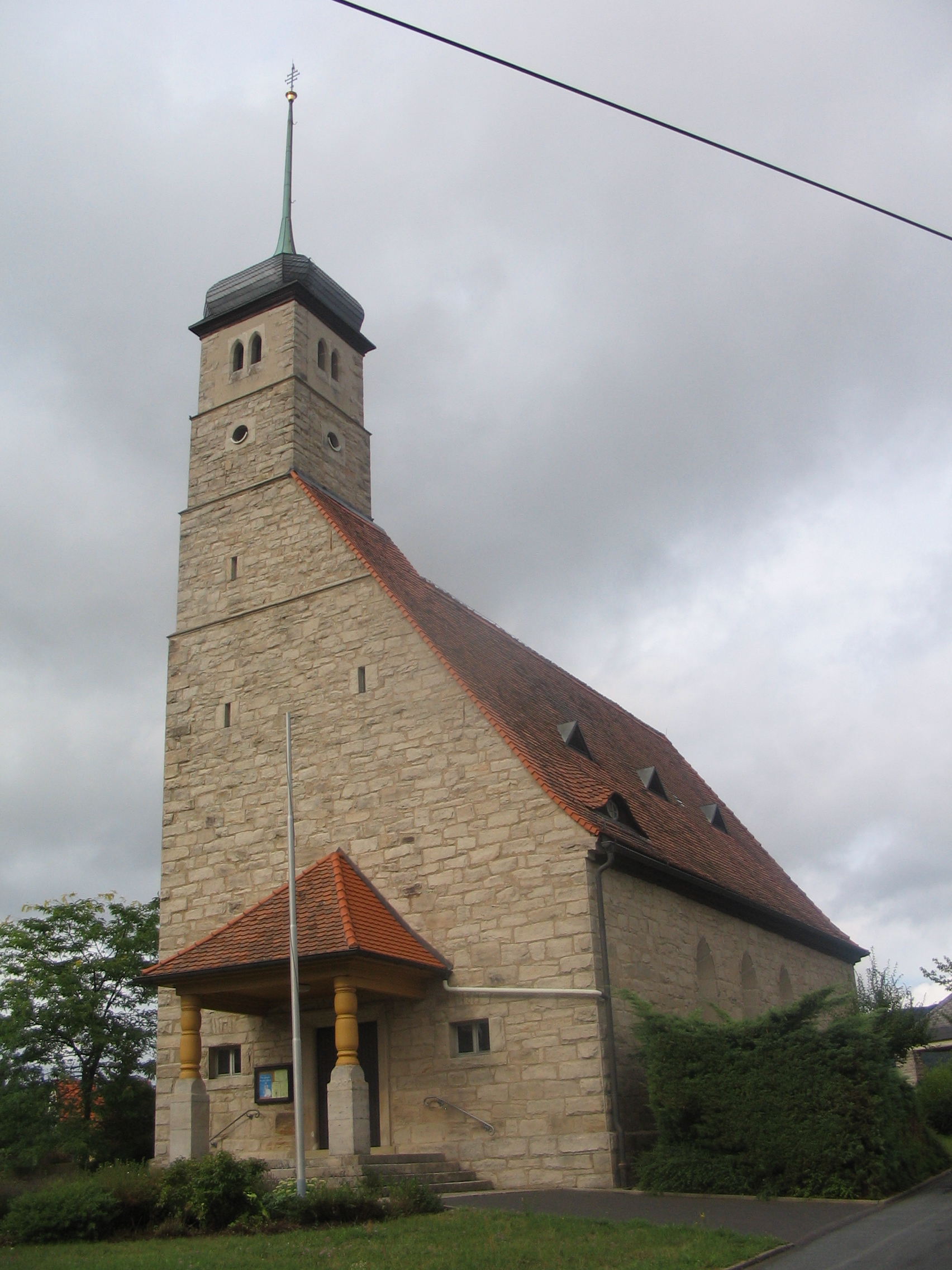
St. Sebastian

St. Franziskus am Steigerwald (Gerolzhofen)
- Pfarrei Maria vom Rosenkranz Gerolzhofen, Michaelskapelle, Spitalkirche St. Vitus
- Pfarrei St. Johannes der Täufer und St. Johannes Evangelist Frankenwinheim mit St. Bonifatius Brünnstadt
- Pfarrei Allerheiligen Lülsfeld
- Pfarrei St. Peter und Paul Oberschwarzach mit St. Johannes der Täufer Breitbach, St. Maria Magdalena Handthal, St. Michael Schönaich, St. Wendelin Siegendorf und St. Bartholomäus Wiebelsberg
- Pfarrei St. Ägidius Schallfeld

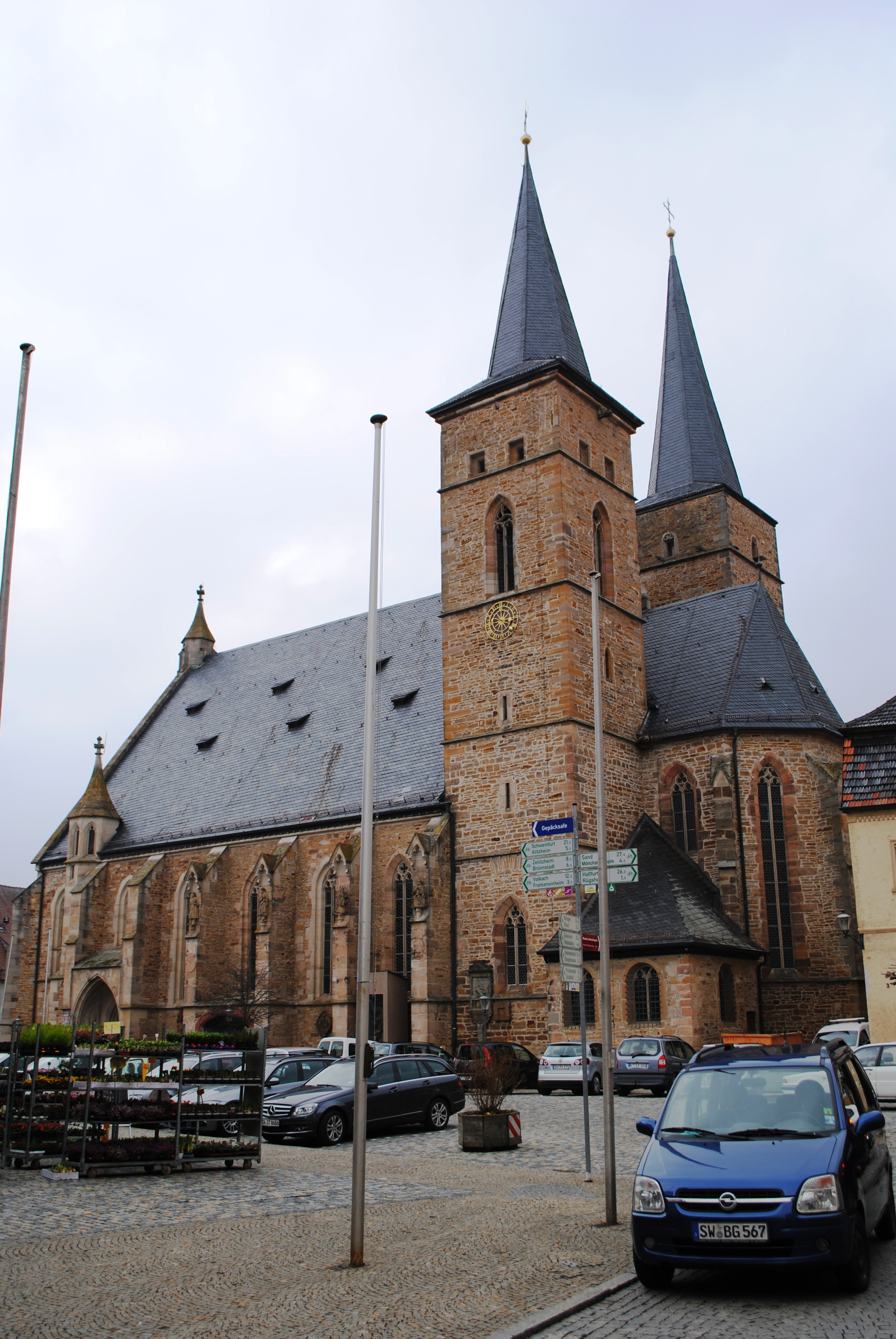
Maria vom Rosenkranz
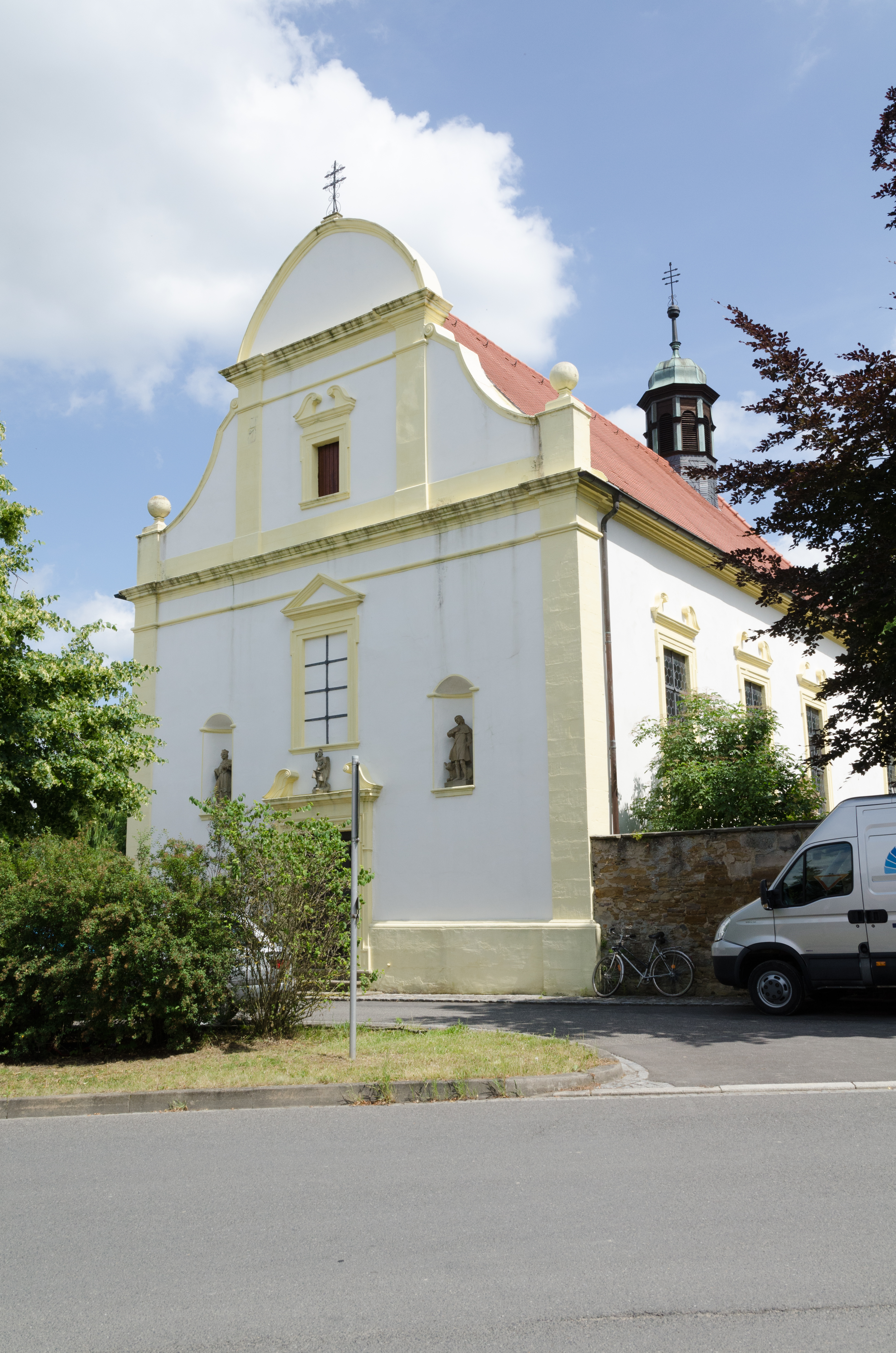
St. Michael
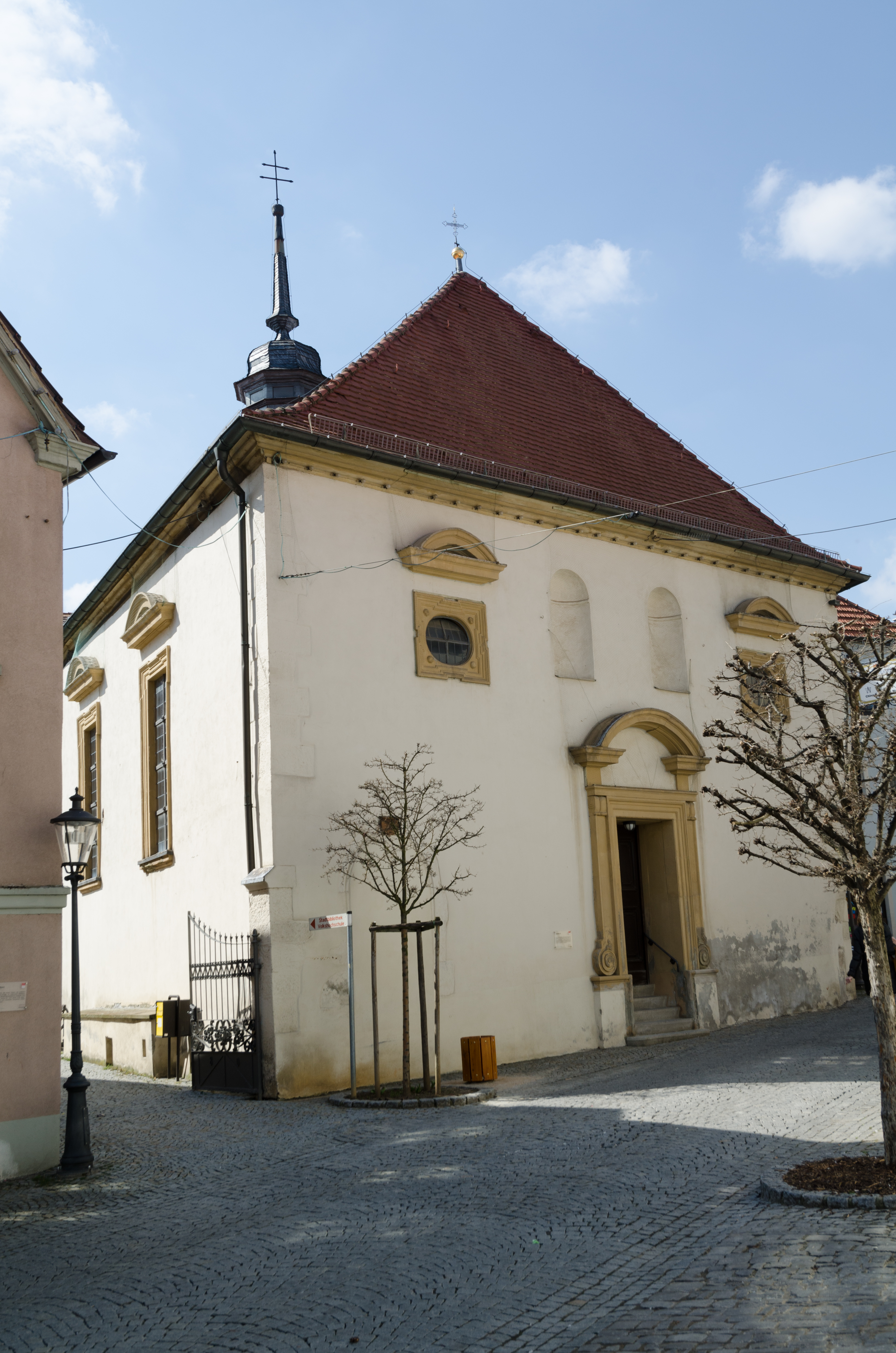
St. Vitus
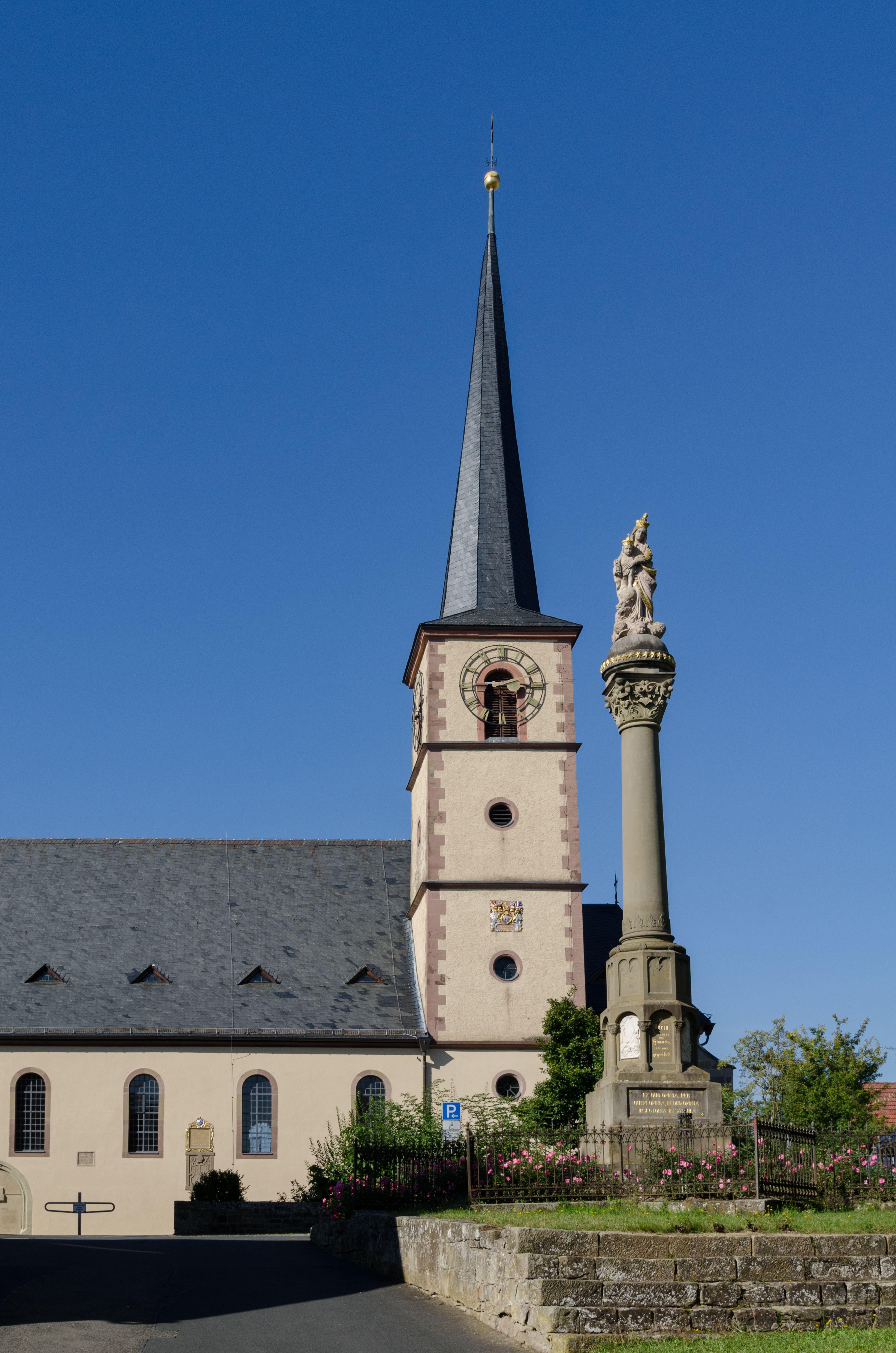
St. Peter und Paul
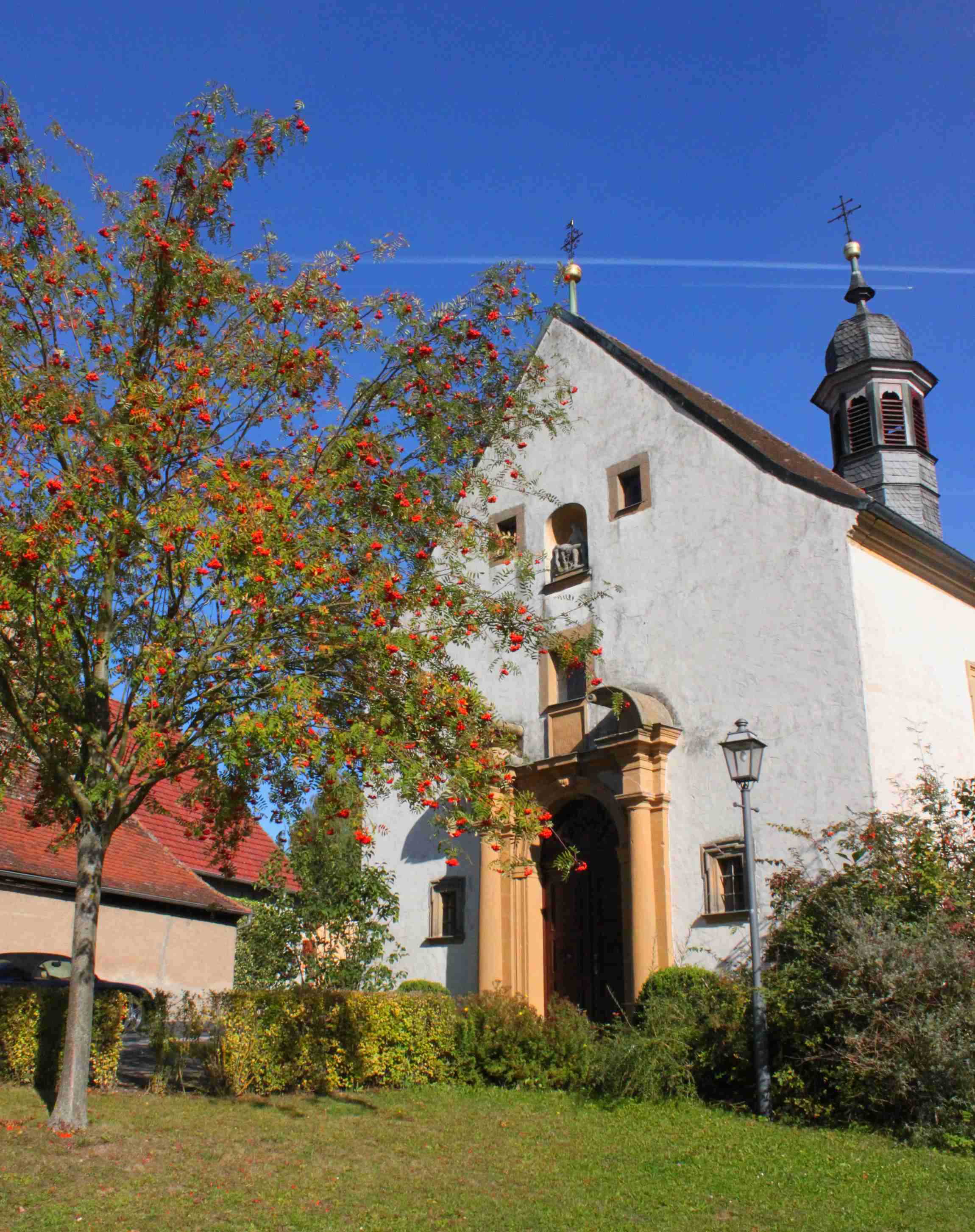
St. Maria Magdalena
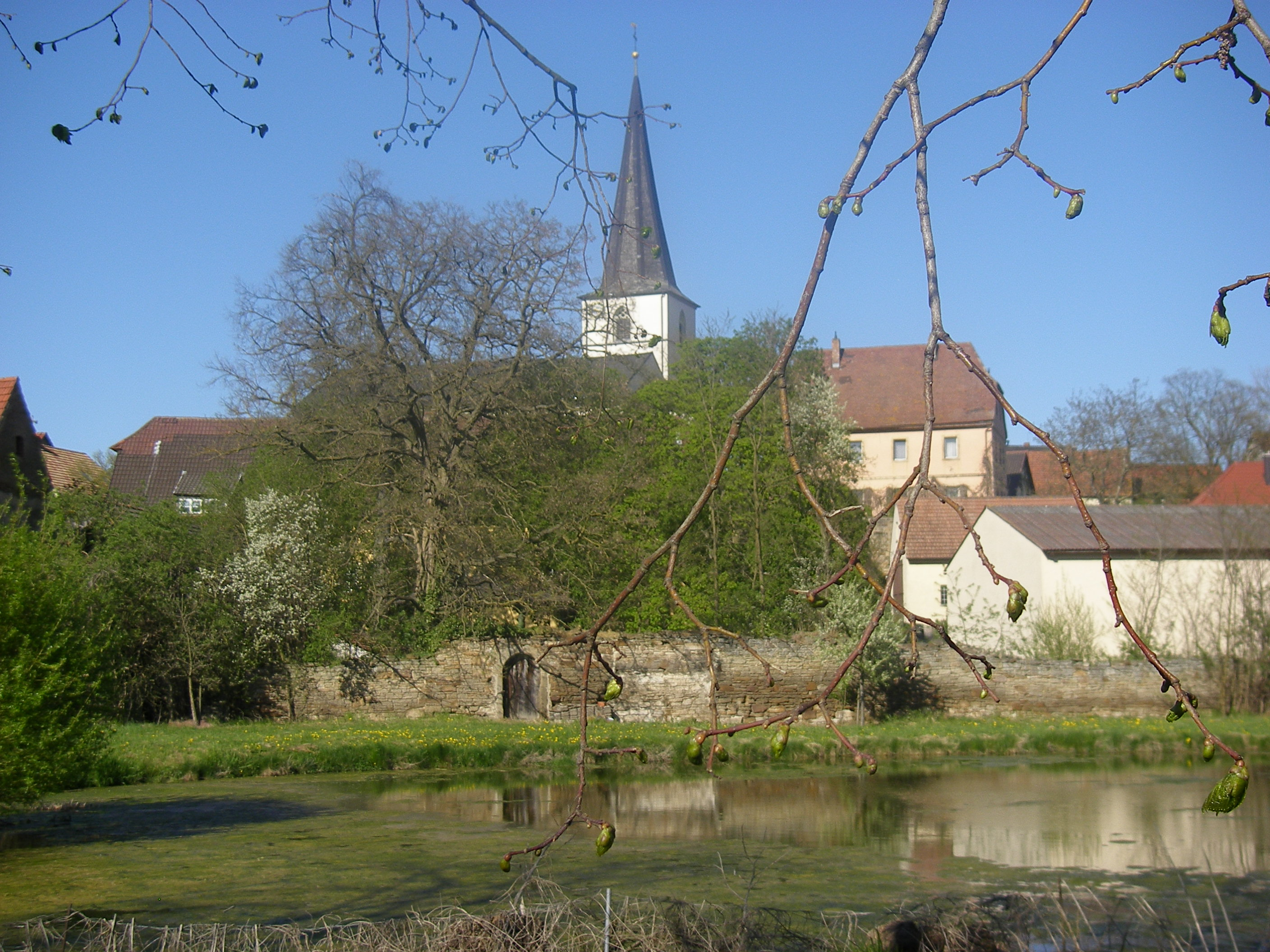
St. Johannes der Täufer und Johannes der Evangelist

Zu den Frankenaposteln im Maintal (Bergrheinfeld)
- Pfarrei Mariä Schmerz Bergrheinfeld, St. Bartholomäus
- Kuratie St. Michael Garstadt
- Pfarrei Kreuzauffindung Grafenrheinfeld

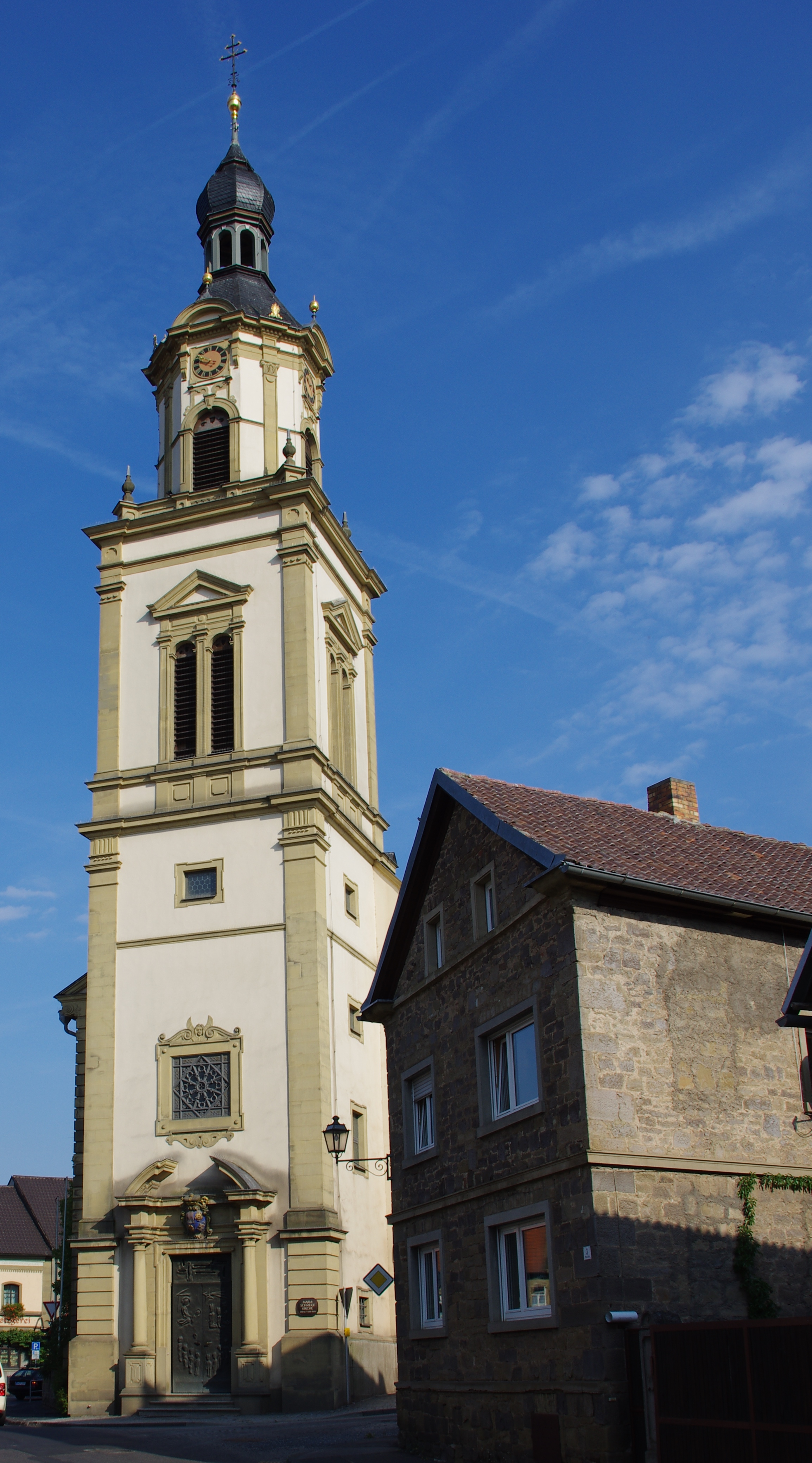
Maria Schmerz
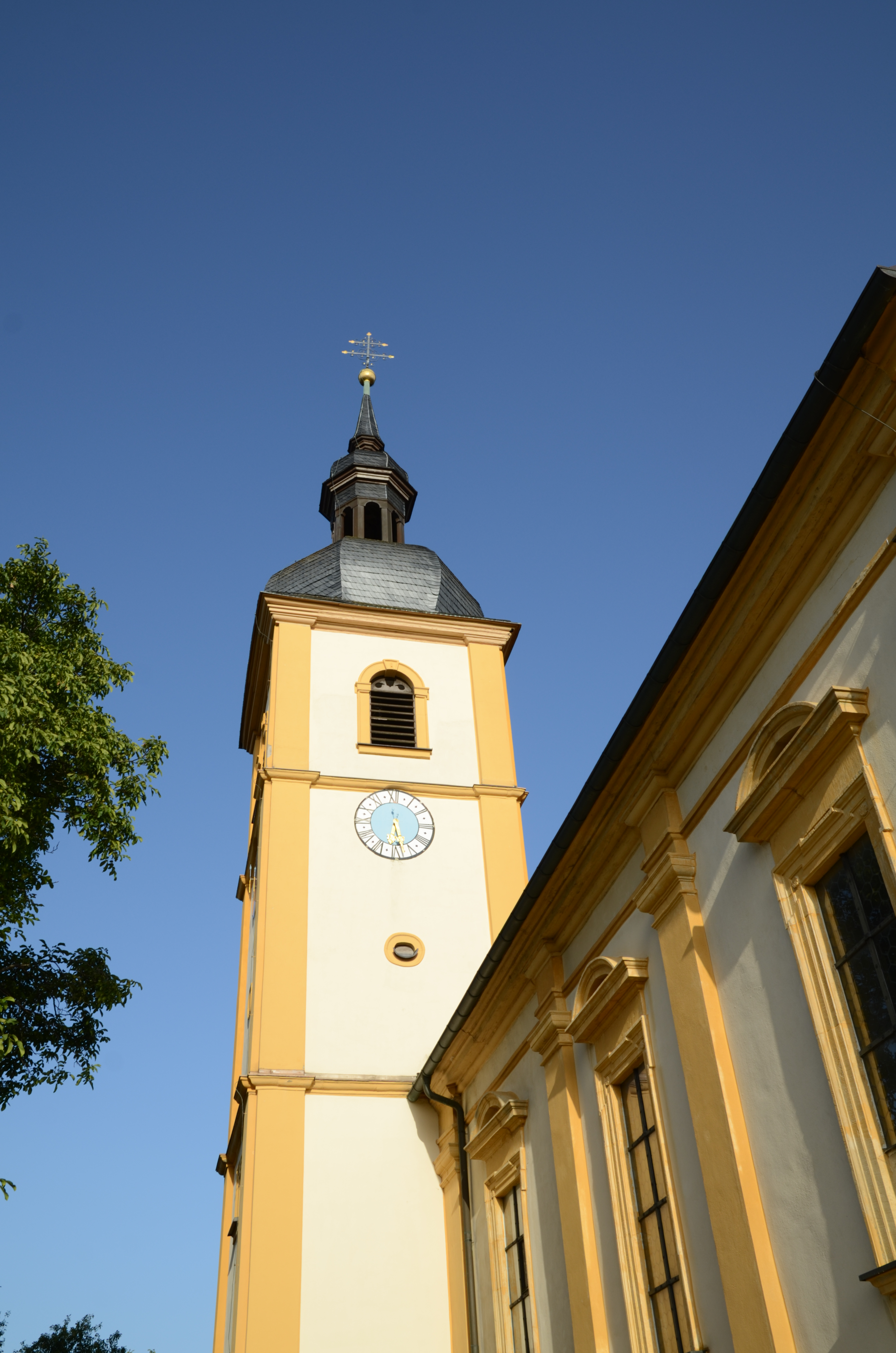
St. Michael
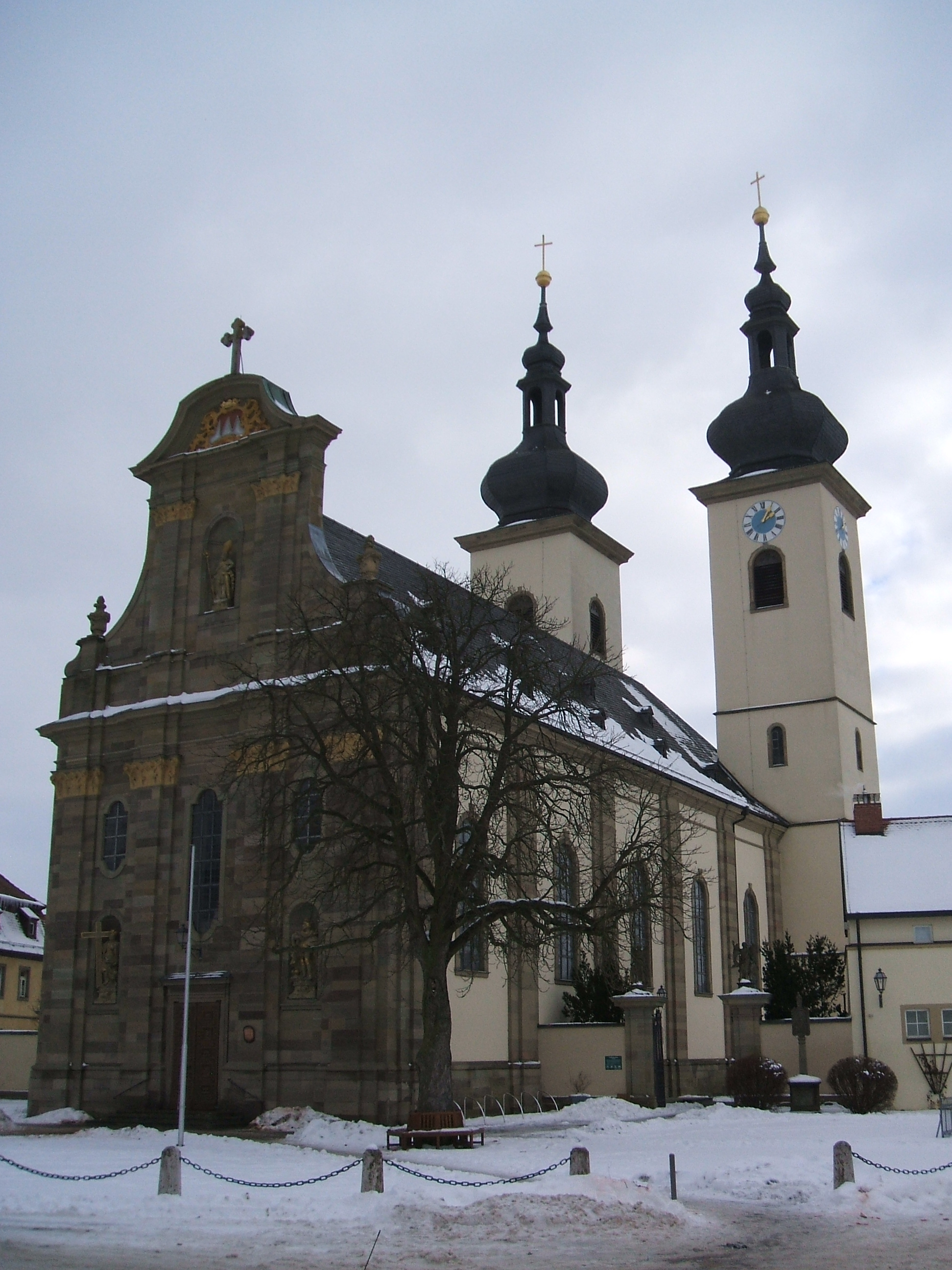
Kreuzauffindung